# Antigua Siracusa
Siracusa (en griego antiguo: Συράκουσα, romanizado: Syrakūsao Syrakousa, también Συρακοῦσ(σ)αι, Syrakūs(s)ai/Syrakous(s)ai, Συρακόσ(σ)αι, Syrakos(s)ai, Συρήκουσαι, Syrēkūsai/Surēkousai, en latín: Syracusae) fue una antigua ciudad y ciudad-Estado (polis) de Sicilia, en la actual Italia. En su emplazamiento se desarrolló la actual ciudad de Siracusa.
Siracusa fue una de las colonias más antiguas de la Antigua Grecia en Sicilia, y estableció varias colonias propias en la isla. La ciudad se convirtió en la más próspera, poderosa e importante de toda Sicilia en el 400 a. C., tras lo cual los tiranos de Siracusa decidieron el destino de toda la isla y la historia de las demás ciudades-Estado de la isla suele seguir la historia de Siracusa. El apogeo de Siracusa duró hasta el 212 a. C., cuando fue conquistada por la República romana. Durante la época romana, Siracusa se convirtió en una ciudad romana normal y sirvió como capital de las provincia de Sicilia, aunque decayó con respecto a su apogeo anterior.
Siracusa fue una gran ciudad y en la zona se han excavado numerosos restos antiguos, aunque la ciudad actual se asienta en gran parte sobre el emplazamiento de una ciudad antigua. En la actualidad, los restos de la ciudad forman parte del Patrimonio de la Humanidad de la Unesco de Siracusa y la necrópolis de Pantálica.

## Geografía
La antigua Siracusa, al igual que la ciudad actual, estaba situada en la costa sureste de la isla, aproximadamente a medio camino entre la ciudad de Catania y la península de Pakhynos (latín: Pachynus), el extremo sureste de la isla.

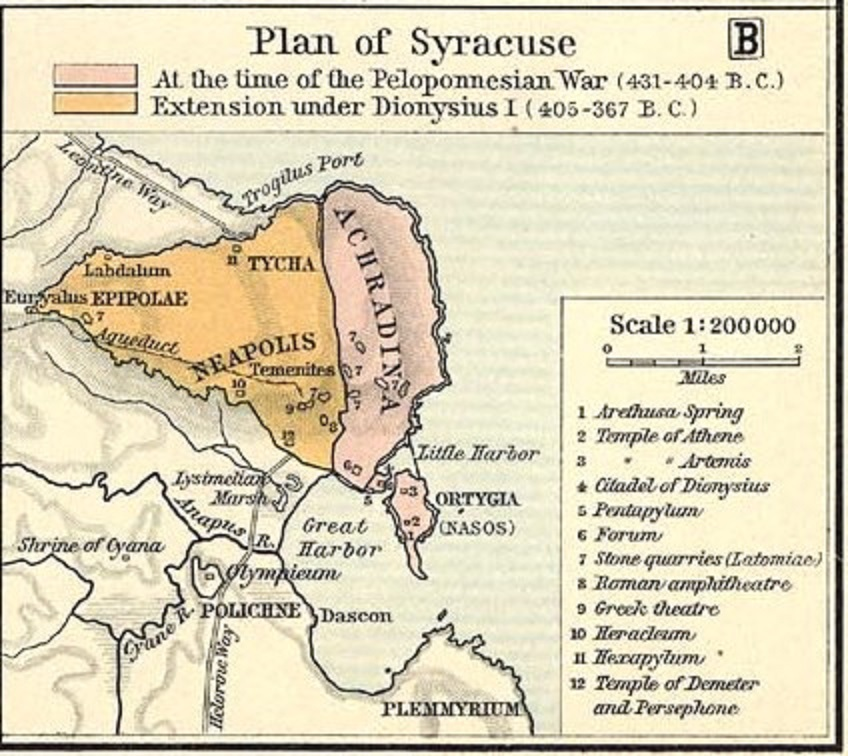
Mapa antiguo de Siracusa en la época de la Expedición a Sicilia (415-413 a. C.).

La superficie habitada del centro urbano de Siracusa en la época clásica, en el 400 a. C., era de unas 150 hectáreas, y se estima que estaba habitada por unas 40 000-45 000 personas. En la época helenística, la ciudad ocupaba una superficie de unas 200 hectáreas. La ciudad fue construida en una meseta más alta, una bifurcación de las colinas y mesetas más altas del interior, frente a la costa del mar, formando un promontorio. La meseta tenía forma aproximadamente triangular. En el lado interior, en el vértice del triángulo, se encontraba la fortaleza Euríalo, el punto más alto de la ciudad. Desde allí, la meseta descendía hacia el mar y la cresta del triángulo, que formaba la punta del promontorio. La meseta formaba una fortaleza natural, pues aunque no era especialmente alta, sus bordes eran bastante escarpados. Al sur de la meseta se encontraba la bahía del Gran Puerto de Siracusa, que se extendía hasta la península de Plemirio, y al norte una bahía más amplia que se extendía hasta la península de Tapso.
La depresión norte-sur dividía la meseta urbana en dos partes. La parte occidental o interior se conocía como Epípolas y la oriental como Acradina. En la costa sureste de la llanura se encontraba la isla de Ortigia, que también formaba parte de la zona urbana. La isla tenía menos de 1,5 km de longitud. Constituía el antiguo núcleo de la ciudad y una especie de acrópolis, aunque era poco profunda. El actual casco antiguo de Siracusa también se encuentra en esta isla. Solo un estrecho la separaba de la península y de la isla principal de Sicilia. En el lado sur de la isla, la distancia entre ésta y el promontorio de Plemirio era de aproximadamente un kilómetro. Este estrecho formaba la entrada al gran puerto.
El gran puerto era una gran bahía portuaria natural, de unos ocho kilómetros de circunferencia. Proporcionaba un puerto seguro en todas las estaciones, pero su tamaño era mucho mayor de lo que los griegos solían considerar un puerto. La parte sur de la bahía se conocía como la bahía de Dascón. La bahía más pequeña entre la isla de Ortigia y la península formaba el puerto pequeño, que, a pesar de su nombre, se acercaba más al tamaño normal de un puerto antiguo y también sirve como puerto actual de Siracusa.

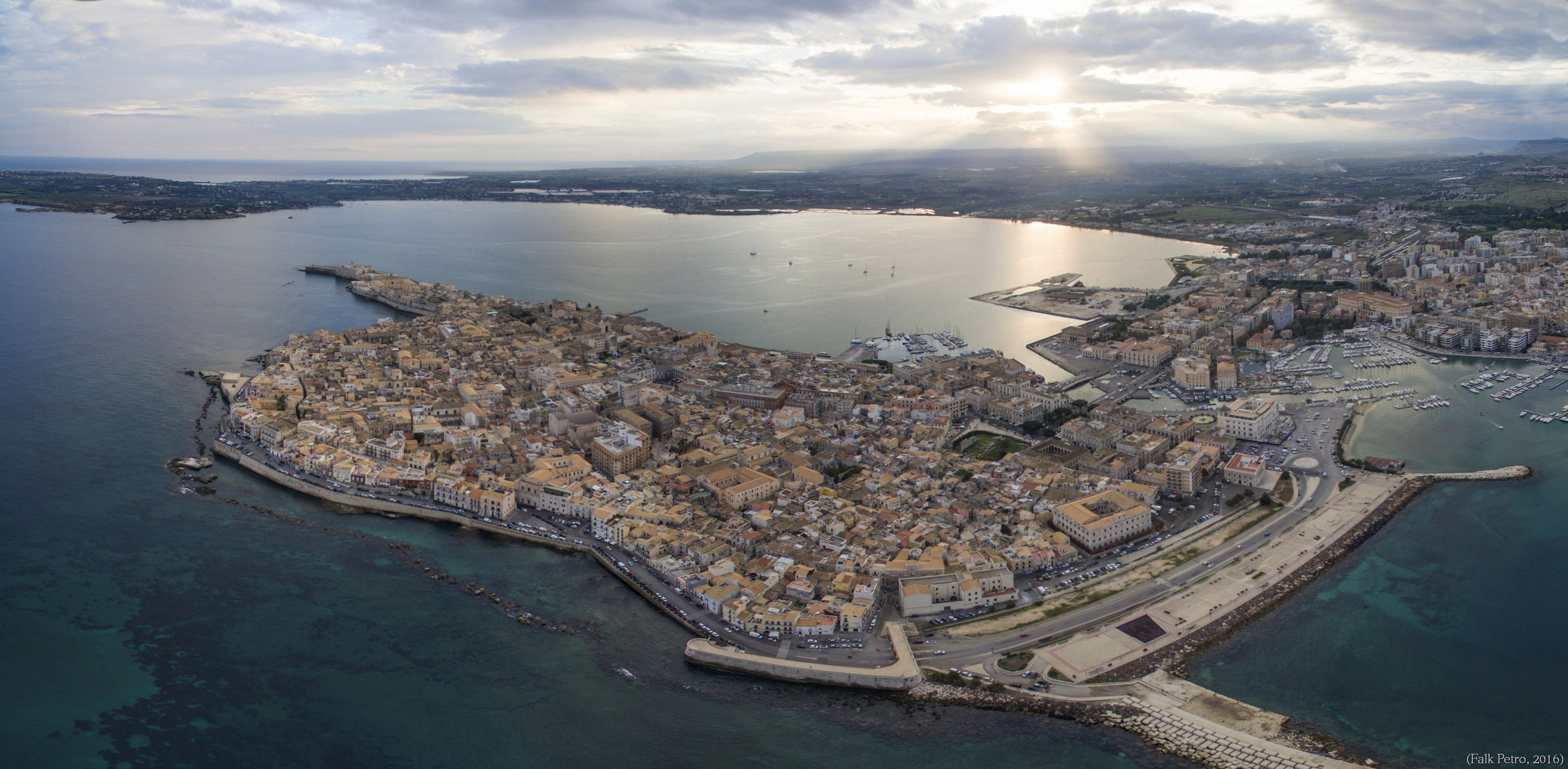
La isla de Ortigia, antiguo y actual centro de Siracusa, con el antiguo gran puerto de la bahía al fondo.

El promontorio de Plemirio, al sur del gran puerto, era una meseta ligeramente más alta, de bordes escarpados, similar al promontorio de la ciudad. El río Anapo desembocaba en la bahía del gran puerto desde el oeste y, poco antes de entrar en la bahía, se le unía el río más pequeño Ciane desde el suroeste. En la confluencia de los ríos había una pequeña ciudad llamada Policne, que se había desarrollado en torno al Templo de Zeus Olímpico. Entre el Anapo y la ciudad se encontraban los pantanos de Lisimelea, que incluían una laguna pantanosa también conocida como Lisimelea o Siracusa (Syraco). Se dice que toda la ciudad tomó su nombre de ahí. El pantano tenía unos 1,5 km de ancho de norte a sur, y mucho más de este a oeste, hasta que terminaba en las colinas. Los pantanos hacían que el emplazamiento de la ciudad fuera algo insalubre, pero por otro lado la ubicación era ventajosa por otros motivos. Su clima también era alabado, y a menudo se decía que nunca había un día en la ciudad en el que no se viera el sol.
En la costa norte de la ciudad había una pequeña ensenada llamada León. El promontorio de Tapso estaba más alejado, a unos diez kilómetros al norte de la ciudad. Es poco profundo y rocoso y solo está conectado con el resto de la isla por un estrecho banco de arena, de modo que en su lado sur se formó un puerto natural. El lugar estuvo habitado en el pasado, pero en el periodo clásico y posteriores siempre estuvo deshabitado.
El área bajo la ciudad-Estado de Siracusa era conocida como Siracusa (Συρακοσία). En los años 600 y 500 a. C., la zona era relativamente grande. En los años 600 y 500 a. C., se calcula que Siracusa gobernaba un área de unos 3000-3500 km2, donde se encontraban las otras ciudades que fundó. En su máxima extensión, en el año 300 a. C., la ciudad controlaba toda Sicilia oriental y central, así como zonas del lado de la Magna Grecia de la Italia continental, incluyendo Regio y Calabria.

## Historia

### Período arcaico

#### Historia antigua
En la isla de Ortigia, en Siracusa, se han encontrado indicios de asentamientos ya en el Paleolítico. Antes de la llegada de los griegos, el lugar estaba habitado por los sículos, una tribu indígena de la isla.
La ciudad de Siracusa fue fundada como asentamiento de Corinto a finales del período geométrico en el año 734 a. C. Esto la convierte en la segunda ciudad griega más antigua de toda Sicilia después de Naxos. El líder de los colonos es Arquias, hijo de Euagetes, un miembro de la familia de los baquíadas que había sido exiliado. Según algunas fuentes antiguas, la colonia contaría más tarde con otros colonos dorios y locrios, pero a pesar de ello, los habitantes siempre se consideraron de origen corintio y siempre mantuvieron estrechos vínculos con su ciudad madre.

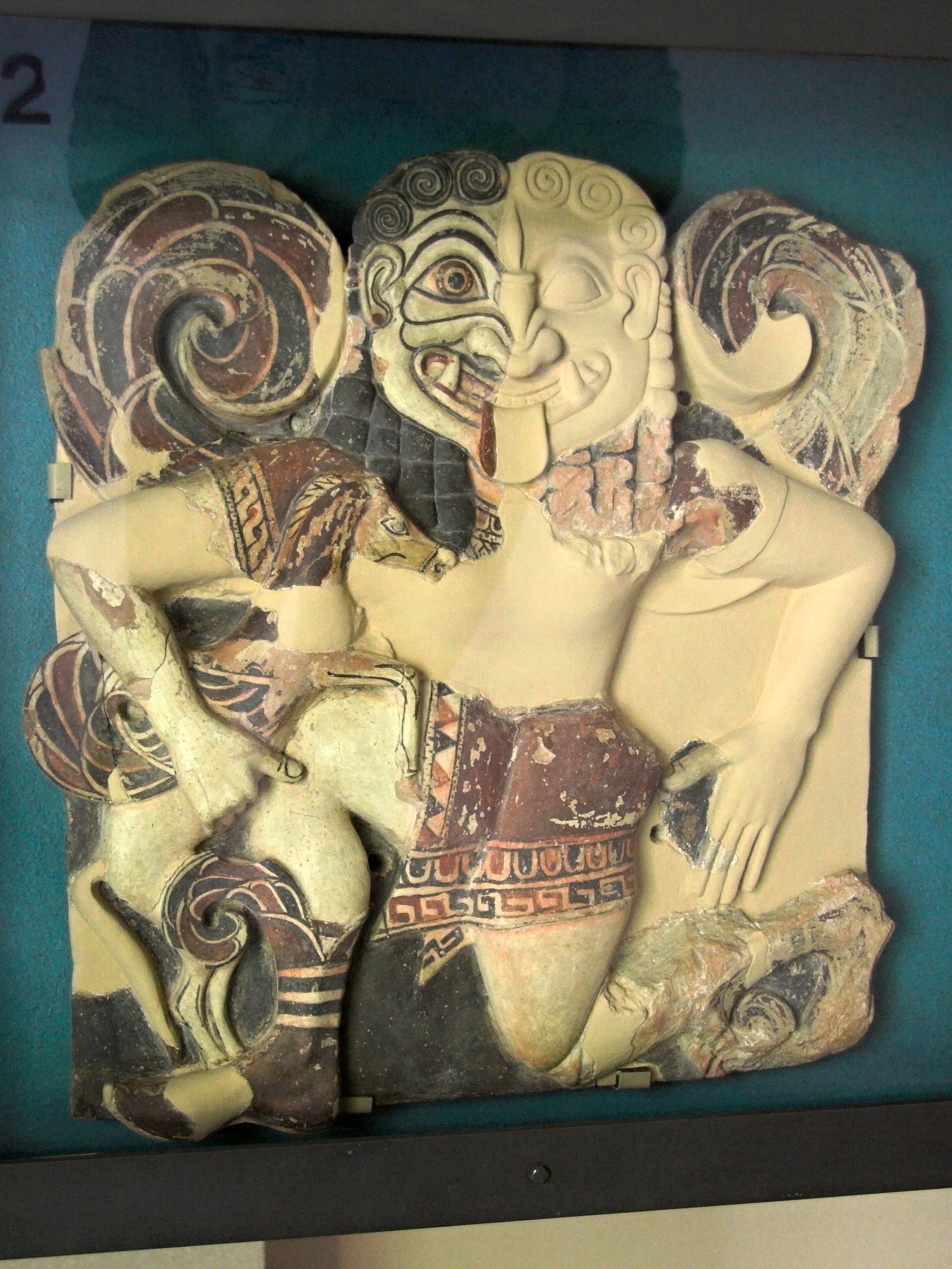
Gorgona, una metopa de terracota, c. 620-600 a. C. Museo Arqueológico Regional de Siracusa.

A su llegada, los griegos expulsaron a los sículos de la zona. Los primeros colonos se asentaron en la isla de Ortigia, y la ciudad quedó confinada en ella durante bastante tiempo. Al parecer, el nombre de Ortigia es de origen griego y era uno de los epítetos de Artemisa. La isla estaba dedicada a esta diosa. La ciudad toma su nombre de un lago o pantano cercano llamado Syrakos, probablemente de origen local no griego. Epicarmo utilizó el nombre de Syrakos para la ciudad, pero parece que lo hizo principalmente con fines poéticos.
Según la leyenda fundacional, cuando Arquías y Misquelo fundaban Siracusa y Crotona, Misquelo eligió la salud y Arquías la prosperidad, en referencia a los pantanos insalubres que afeaban Siracusa, pero también a la prosperidad de la ciudad en tiempos posteriores. Los etnónimos Syrakūsios (Συρακούσιος), Syrakosios (Συρακόσιος) y Syrēkosios (Συρηκόσιος) se usaron para los ciudadanos de la ciudad, más tarde en latín Syracusanus.
Al igual que los demás asentamientos sicilianos, poco se sabe de la historia temprana de Siracusa a partir de fuentes antiguas. Sin embargo, parece que con el tiempo se convirtió en una ciudad próspera, como demuestra el hecho de que empezara a expandir su territorio y a establecer sus propios asentamientos en la isla. Los siracusanos fundaron Acras hacia el 664 a. C., Casmena hacia el 644 a. C. y Camarina hacia el 598 a. C.. Sin embargo, ninguna de estas ciudades alcanzó especial importancia y, al parecer, Siracusa intentó mantenerlas bajo su control. Camarina fue destruida por los siracusanos solo 46 años después de su fundación, a raíz de una disputa.  En total, se sabe que Siracusa estableció al menos 21 asentamientos.
Siracusa parece haberse visto envuelta en conflictos internos con relativa rapidez. Ya en el año 648 a. C., según Tucídides, la familia o facción milétida fue expulsada de la ciudad, exiliada a Zancle e implicada en la fundación de Hímera. Aristóteles también describe los disturbios y conflictos políticos de la ciudad, pero es imposible precisar su cronología. Más tarde, la ciudad parece haber sido gobernada por una oligarquía, encabezada por una familia o partido de los geómoros. Lo más probable es que fueran descendientes de los habitantes originales de la ciudad. El pueblo estaba formado por ciudadanos de otros orígenes.

#### Tiranía de Gelón

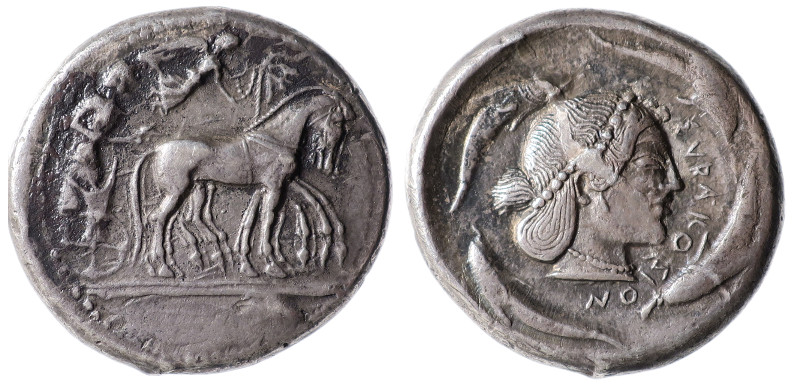
El tetradracma acuñado por Siracusa, c. 485-479. Ilustrado con un cuadrifolio y la ninfa Aretusa y el texto.

Alrededor del año 486 a. C., la ciudad experimentó una especie de revolución democrática. Los geómoros fueron expulsados y se retiraron a Casmena. La revolución condujo inmediatamente en el 485 a. C. a otra, cuando Gelón, tirano de Gela, se puso del lado de los expulsados. En aquella época, Gela era al menos tan poderosa, si no más, que Siracusa. Su anterior tirano Hipócrates había capturado gran parte de la parte oriental de la isla y derrotado a los siracusanos en una batalla en el río Heloros. También podría haber conquistado Siracusa en ese momento, si los corintios y Córcira no hubieran negociado la paz. La expulsión de los geómoros dio a Gelón una buena razón para intervenir en Siracusa. Se alzó con el liderazgo de los expulsados, los hizo volver a Siracusa y en el proceso se elevó a sí mismo a la posición de tirano de la ciudad.
Siracusa habría pensado que esto habría llevado a Gela al poder, pero en realidad fue al revés: Gelón se dio cuenta de que Siracusa estaba mejor situada, la convirtió en su centro y comenzó a construir y fortalecer su nueva ciudad. Trasladó a toda la población de Camarina, que Hipócrates había establecido originalmente en esa ciudad, y finalmente a la mitad de la población de Gela, otorgándoles la ciudadanía siracusana. Tras conquistar Mégara Hiblea y Eubea, trasladó a Siracusa a sus poblaciones ricas y vendió al resto como esclavos. En 480 a. C. Gelón y el tirano de Acragas, Terón, obtuvieron una gran victoria sobre Cartago en Hímera en la Batalla de Hímera.
Como resultado de todo ello, Siracusa se convirtió en la ciudad más fuerte e importante de Sicilia, posición que mantuvo durante todo el periodo griego. Fue en esta época cuando la ciudad comenzó a extender su poder a la Magna Grecia de la Italia continental. La propia ciudad comenzó a extenderse hacia la región atradiana, apta para asentar poblaciones más numerosas que Ortigia. La nueva parte de la ciudad pasó a llamarse Ciudad Exterior (en griego antiguo: ἡ ἔξω πόλις, romanizado: hē eksō polis), mientras que Ortigia era conocida como Ciudad Interior o simplemente «Isla», aunque para entonces ya estaba unida a la isla principal por un espigón. Siracusa acuñó su propia moneda de plata a partir del 500 a. C.
A partir de la época de Gelón, la historia de Siracusa comienza a ir cada vez más de la mano de la historia de la isla en su conjunto; como señaló Estrabón, la ubicación de la ciudad era tan importante que cualquier destino que experimentara se reflejaba en toda la isla.

### Época clásica

#### Tiranía de Hierón I
El reinado de Gelón duró hasta el 478 a. C. Le sucedió como tirano Hierón I del 478 al 467 a. C. Ambos períodos fueron el apogeo de la ciudad. Hierón derrotó a los etruscos en la batalla de Cumas en el 474 a. C., lo que garantizó a la ciudad la supremacía marítima en el Mediterráneo central. Las artes y el aprendizaje florecieron. Durante el periodo tiránico, la corte de Siracusa incluía a Esquilo, Píndaro y Baquílides. La ciudad fue también el hogar de Epicarmo durante el resto de su vida, y Sofrón era oriundo de la ciudad.
A Hierón le sucedió el tirano Trasíbulo. Su reinado fue breve y violento, y acabó siendo expulsado de Siracusa en 466 a. C., cuando la ciudad recuperó la democracia. Sin embargo, esto provocó disturbios entre los habitantes más antiguos y los nuevos residentes traídos por Gelón. Finalmente, los nuevos habitantes se retiraron a Zancle.
Trasíbulo y sus seguidores se asentaron en Ortigia y Acradina, ambas fortificadas con sus propias y fuertes murallas. Esto demuestra lo extendida que estaba ya la ciudad por entonces. Los demócratas controlaban el resto de la ciudad. La ciudad también parece haberse extendido más allá de las murallas, en la zona conocida como los «suburbios» (προαστεῖα). Siracusa acuñó monedas de bronce a partir del 400 a. C.
El periodo democrático duró unos 60 años, durante los cuales se dice que la ciudad alcanzó su mayor fuerza y prosperidad. Al final del periodo, Siracusa fue atacada por Atenas, y el hecho de que la ciudad saliera victoriosa es testimonio de la amplitud de sus recursos en su apogeo.

### Expedición ateniense a Sicilia

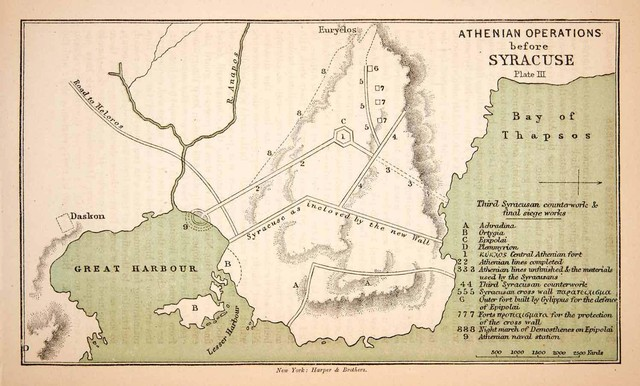
Antiguo mapa de Siracusa en la época de la expedición ateniense. Marcado con las fortificaciones y operaciones atenienses.

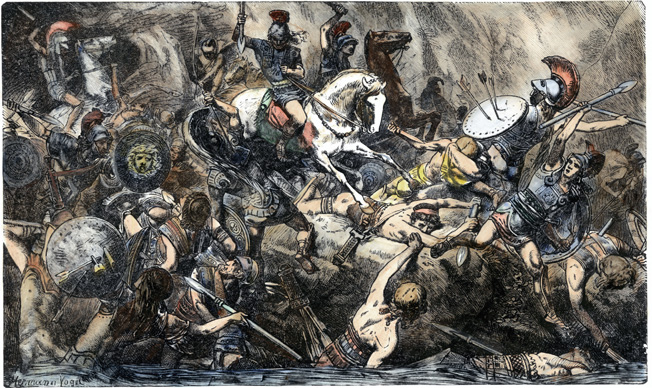
La derrota de los atenienses en la campaña de Sicilia en 415-413 a. C. Una antigua ilustración para las escuelas.

Atenas invadió Siracusa como parte de la guerra del Peloponeso para apoyar a Leontinos y Segesta contra Siracusa. La malhadada campaña, conocida como expedición a Sicilia, comenzó en el 415 a. C.. Fue dirigida por Demóstenes y Nicias, mientras que la defensa de Siracusa fue dirigida por Gilipo enviado por Esparta. Los atenienses realizaron su primer ataque contra Siracusa en otoño de ese año. En ese momento, los atenienses navegaron hasta el puerto de la ciudad y se fortificaron en Dascón, en la desembocadura del río Anapo. En invierno, sin embargo, los atenienses se retiraron a Katane. El verdadero asedio de Siracusa comenzó en la primavera del 414 a. C. Por aquel entonces, los atenienses desembarcaron en León, al norte de Siracusa, a unos 6-7 estadios de Epípolas, y se asentaron en la península de Tapso. Las fuerzas terrestres ocuparon Epípolia y Sique, y fortificaron la zona, mientras una gran flota ateniense atacaba el gran puerto de Siracusa desde el mar. Los siracusanos capturaron algunas de las fortalezas terrestres, y derrotaron a la flota ateniense en el mar.
Los atenienses se retiraron. Demóstenes habría preferido abandonar el asedio, pero prevaleció la opinión de Nicias. Sin embargo, los atenienses se vieron frenados por un brote de peste y temores supersticiosos sobre el eclipse lunar. El retraso permitió a los siracusanos cambiar su estatus de sitiados a sitiadores. Atacaron a la flota ateniense en el gran puerto, destruyendo toda su ala derecha liderada por Eurimedonte) en la bahía de Dascón. Animados por su victoria, decidieron intentar la destrucción de toda la flota y bloquearon el gran puerto, formando una cadena desde Ortigia hasta Plemirio con sus propios trirremes. Esto obligó a las fuerzas terrestres atenienses a participar en la batalla por sus fortificaciones. Los siracusanos destruyeron toda la flota, obligando a las tropas de tierra a huir también, primero hacia el oeste, hacia el valle del Anapo y la colina de Acreo, y luego hacia el sur, hacia el Heloro. Gran parte de las tropas de tierra murieron durante la huida, como tarde en el río Asinaro, donde los atenienses se vieron finalmente obligados a rendirse. Demóstenes y Nicias fueron ejecutados. Se dice que más de 7000 atenienses fueron hechos prisioneros.
Así pues, la expedición fue desastrosa para Atenas, ya que la ciudad perdió toda su armada y gran parte de su infantería, y una victoria completa para Siracusa. Tucídides describe la batalla como la más importante de toda la guerra. Los siracusanos erigieron un monumento en la orilla del Asinaro y establecieron las fiestas Asinaria para conmemorar su victoria.

### Tiranía de Dionisio

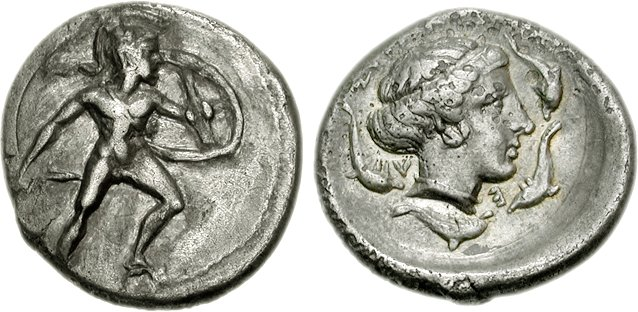
Moneda acuñada por Siracusa, c. 405-367 a.C. La ilustración muestra al héroe Leucaspis con Aretusa y delfines.

Tras la campaña de Atenas, Siracusa tenía una clara ventaja en Sicilia. Sin embargo, se vio de nuevo amenazada por Cartago, cuyos habitantes de Segesta habían pedido ayuda contra Selinunte. Tras la destrucción de Selinunte e Hímera en el 409 a. C. y de Acragas en el 406 a. C., los cartagineses intentaron finalmente hacerse para sí toda la isla.
Dionisio se hizo tirano de Siracusa bajo esta amenaza en 405 a. C. Permaneció en el poder durante 38 años, hasta el 367 a. C. En un principio, Dionisio consiguió firmar la paz con los cartagineses, cuyas fuerzas estaban devastadas por la peste. A continuación, dedicó sus energías a reforzar la ciudad y sus fortificaciones, así como a otros proyectos de construcción. Transformó la isla de Ortigia en una gran fortaleza, rodeada de grandes murallas y torres. En el lado del istmo que conecta la isla con la isla principal, se construyó un gran castillo frontal llamado la Pentapilea, y en el interior otro castillo, que se convirtió en la acrópolis de Siracusa y en la residencia de Dionisio y sus seguidores.
La mayor empresa de Dionisio fue la fortificación de la colina de Epípolas con la fortaleza Euríalo y extensas murallas. La importancia estratégica del lugar había quedado patente durante la invasión de Atenas. Se dice que las primeras murallas, de 30 metros de estadio, es decir, más de cinco kilómetros, se construyeron en 20 días. Dionisio también equipó la armada, construyendo primero un puerto más pequeño con capacidad para 60 trirremes y más tarde un puerto más grande con capacidad para 160 trirremes más. En la ciudad se construyeron bellos edificios públicos.

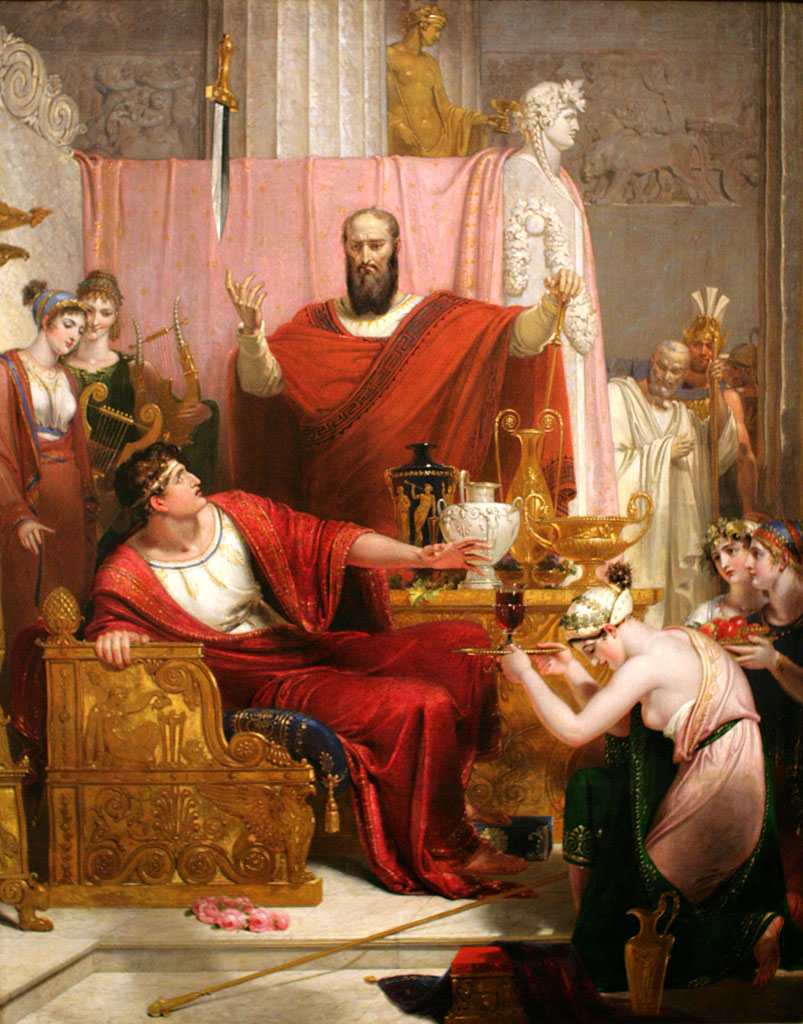
Dionisio el Joven, Damocles y la «Espada de Damocles». Richard Westall, 1812.

La guerra contra Cartago comenzó en el año 397 a. C., y pronto se hizo evidente la importancia de las nuevas fortificaciones. Dionisio atacó primero el territorio cartaginés en el oeste de Sicilia, pero más tarde se vio obligado a retirarse a las murallas de Siracusa. Los cartagineses conquistaron las zonas extramuros bajo Himilcón II y destruyeron, entre otras cosas, el Santuario de Deméter y Core. Sin embargo, volvió a estallar una plaga entre los cartagineses, que fue vista como un castigo a las diosas. Los siracusanos lograron capturar las posiciones cartaginesas y quemar gran parte de su flota. Himilcón hizo un pacto secreto para retirarse en paz con los auténticos cartagineses, dejando a sus aliados y mercenarios a su suerte.
Para entonces, Siracusa había alcanzado el liderazgo absoluto en la isla. La ciudad se expandía y su población crecía. Dionisio fue sucedido como tirano por Dionisio el Joven en 367-357 a. C. Dion se hizo con el control de gran parte de la ciudad en el 357 a. C., pero no fue hasta el 356 a. C. cuando la fortaleza de Ortigia de Dionisio el Joven se rindió. La tiranía fue derrotada temporalmente, dado que Dionisio el Joven volvió al poder en 346-344 a. C.

### Restablecimiento de la democracia
En el 344 a. C., Timoleón llegó a Sicilia, llamado a la región para hacer la guerra contra los bárbaros. En aquel momento, Ortigia estaba en manos de Dionisio, pero el resto de la ciudad estaba en manos de Hicetas de Leontinos, apoyado por Cartago. Ortigia se rindió a Timoleón, que pronto se hizo con el control del resto de la ciudad. Timoleón destruyó la fortaleza de Ortigia y el palacio de los tiranos, y en el lugar se construyó un tribunal. La forma de gobierno de la ciudad pasó a ser democrática, y las leyes del Dion, que habían sido promulgadas tras la campaña ateniense pero pronto habían caído en desuso bajo los dionisios, fueron restauradas en la ciudad. Se estableció en la ciudad un nuevo cuerpo honorífico de Olimpos Hera anfipolos de Hera, de rotación anual, con los años contados y el nombre de sus funcionarios. El sistema político de Siracusa formaba parte de la colección de Constituciones de la escuela de Aristóteles.
Siracusa había sufrido considerables luchas internas y disturbios antes de que Timoleón liberara a la ciudad de los tiranos. TInvitó a regresar a los habitantes exiliados de la ciudad y también reclutó nuevos colonos de Corinto y otros lugares de Grecia. El número de nuevos habitantes se describe en la época como de hasta  60000.

### Período helenístico

#### Tiranías de Agatocles e Hierón II

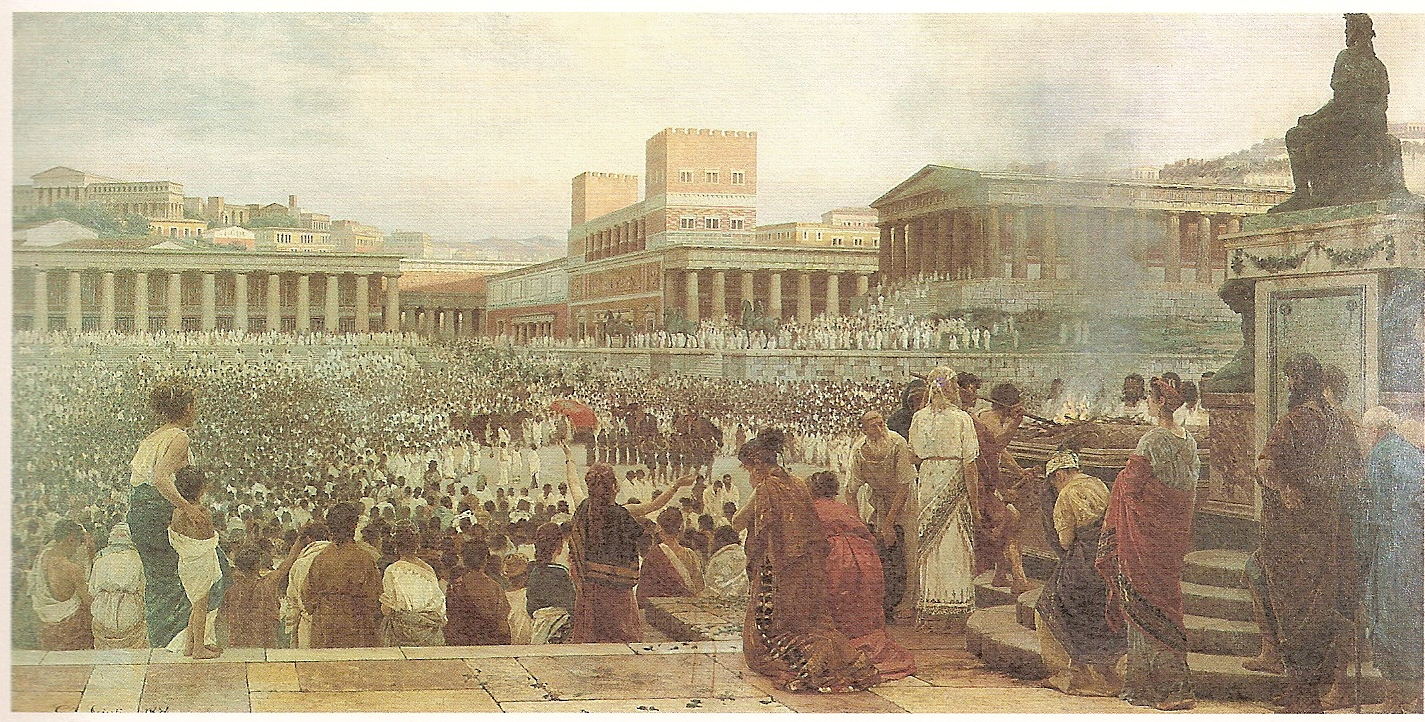
El funeral de Timoleón en Siracusa. Giuseppe Sciuti, 1874.

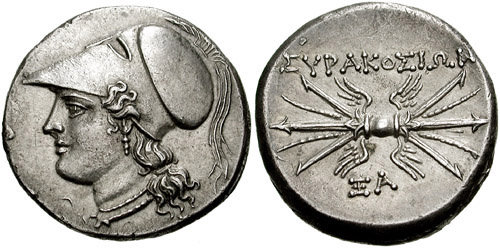
Moneda acuñada por Siracusa, c. 214-212 a. C. Ilustración de Atenea con un rayo alado y el texto.

El periodo de libertad que trajo consigo Timoleón fue una época de gran prosperidad para Siracusa y para toda Sicilia. En Siracusa, sin embargo, sólo duró unos 30 años. En el 317 a. C., Agatocles se convirtió en tirano de la ciudad y permaneció en el poder ininterrumpidamente hasta el 289 a. C. Poco se sabe de fuentes antiguas sobre el periodo de Agatocles, pero también parece haberse dedicado a la construcción de la ciudad. Entre otras cosas, fortificó el pequeño puerto de la ciudad.
Cartago invadió la ciudad durante el reinado de Agatocles en el año 309 a. C. Amílcar Barca. Tras la muerte del tirano, Siracusa volvió a ser libre durante un tiempo, pero pronto pasó a manos del tirano Hicetas. Después de esto, la ciudad fue gobernada por varios caudillos hasta el 275 a. C., cuando Hierón II, hijo de Hierocles, se convirtió en tirano. Se coronó rey y gobernó hasta el 216 a. C. Su tiranía se describe como buena, especialmente en relación con muchos tiranos que le precedieron. Al mismo tiempo, se aseguró la paz exterior mediante un tratado con la República romana en 263 a. C..Según este tratado, Siracusa estaba gobernada por Acras, Heloro, Leontinos, Mégara Hiblea, Neetón y Tauromenio. No era un área especialmente grande en comparación con el estatus anterior de la ciudad, pero Hierón fue sin embargo un gobernante importante, y durante un largo período de paz la ciudad alcanzó la mayor prosperidad de su historia. Las leyes de Hierón también se introdujeron en muchas otras ciudades de la isla, y más tarde sobrevivieron en la época romana bajo el nombre de Lex Hieronica.

#### Segunda guerra púnica

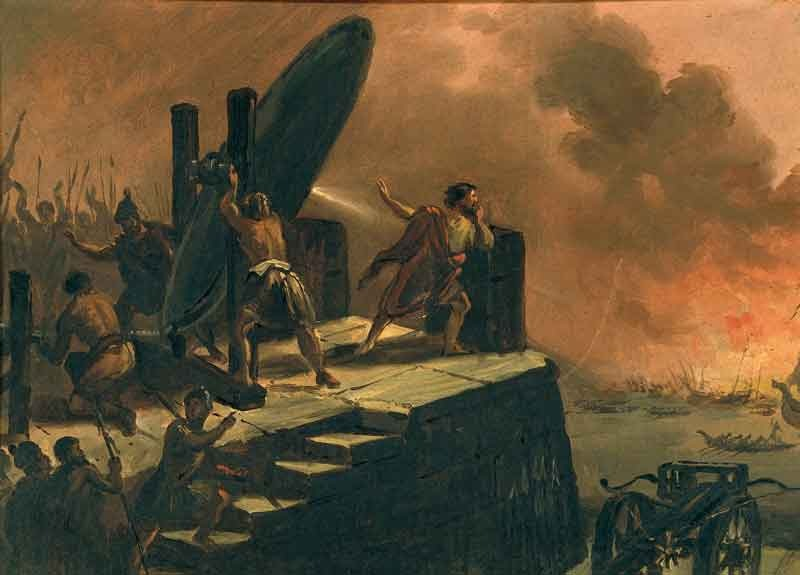
Arquímedes quema las naves del cónsul Marcelo utilizando espejos. Cherubino Cornienti, 1855.

Sin embargo, el sucesor de Hierón II, Jerónimo, rechazó el tratado con Roma y, en su lugar, se alió con Cartago durante la segunda guerra púnica en 218-202 a. C.. Jerónimo fue asesinado poco después, pero el partido cartaginés permaneció en el poder en la ciudad. Siracusa estaba ahora dirigida por Hipócrates y Epícides, que adquirieron un poder supremo como señores de la guerra. Roma asedió Siracusa bajo el cónsul Marcelo a partir del 214 a. C. Los romanos se fortificaron alrededor de la ciudad y controlaron el mar con sus barcos. Sin embargo, se dice que los siracusanos, con la ayuda de Arquímedes, consiguieron incendiar los barcos con grandes espejos cuando la flota intentó atacar la propia ciudad.
En el invierno de 214-213 a. C., el propio Marcelo se retiró a León, al norte de la ciudad, dejando el ejército en Siracusa bajo el mando de Tito Quincio Crispino. Los cartagineses consiguieron romper el bloqueo naval y el asedio duró dos años. Finalmente, los romanos lograron sorprender la ciudad en la primavera del 212 a. C. y capturaron parte de sus numerosas fortificaciones. Los cartagineses intentaron romper el asedio con un gran ejército liderado por Himilcón e Hipócrates y 150 barcos. El intento fracasó, sin embargo, con un brote final de peste de nuevo entre las tropas. Finalmente, Siracusa fue entregada a los romanos, que se apoderaron de más fortificaciones. El resto de la ciudad se rindió y fue destruida y saqueada por los romanos. Arquímedes fue asesinado durante la conquista. Se dice que los tesoros de arte griego llevados a Roma como botín fueron uno de los factores de la fascinación de los romanos por la cultura griega.

### Época romana
Durante la época romana, Siracusa perdió su antiguo estatus y se convirtió en una ciudad provincial romana normal. Sin embargo, siguió siendo el centro de Sicilia, y sirvió como capital de las provincia de Sicilia. Los pretores romanos enviados a gobernar la isla vivieron allí, al igual que uno de los dos cuestores de la isla. Cicerón aún habla de ella como de una gran y bella ciudad griega. Parece que sufrió relativamente pocos daños en la invasión liderada por Marcelo, y muchos de sus edificios importantes seguían en pie. Las cuatro zonas de la ciudad, Ortigia, Acradina, Tiche y Neápolis, seguían habitadas.
En cambio, la ciudad sufrió grandes daños durante el Segundo Triunvirato y decayó. Augusto convirtió a Siracusa en una colonia romana para revivir la ciudad en el año 21 a. C.. Sin embargo, la ciudad era ahora mucho más pequeña que antes. Siracusa se recuperó algo en los primeros siglos del Imperio romano.
Siracusa recibió muy pronto una congregación del cristianismo primitivo. El apóstol Pablo se detuvo en la ciudad de camino a Roma.

### De la Antigüedad tardía a la Edad Media
Tras la caída de Roma Occidental, los godos conquistaron Siracusa, así como toda Sicilia. Fue conquistada por Belisario para el Imperio bizantino en 535. Permaneció en Bizancio hasta el año 800, cuando fue conquistada por los sarracenos. En aquella época, la ciudad fue uno de los últimos lugares de la isla, junto con Tauromenio, en caer en manos de los sarracenos, rindiéndose tras un asedio de nueve meses en 878, más de cincuenta años después de que los sarracenos hubieran iniciado la conquista de la isla. Todos los habitantes fueron asesinados, la ciudad quemada y las fortificaciones destruidas. Siracusa no se recuperó de este ataque durante mucho tiempo, aunque la isla permaneció habitada.  La ciudad floreció más tarde en la Edad Media bajo el dominio normando y español, y en la actualidad Siracusa sigue siendo una de las ciudades más importantes de Sicilia.

### Excavaciones
El estudio de los restos de Siracusa comenzó muy pronto, guiado por fuentes literarias antiguas. Philipp Clüver proporcionó descripciones detalladas de la topografía de la ciudad ya en el siglo XVII, y los yacimientos visibles en la ciudad se estudiaron con cierto detalle en los años 1700 y 1800. Desde entonces se han llevado a cabo excavaciones arqueológicas en varias zonas de la ciudad.
Los restos antiguos de Siracusa fueron inscritos en la Lista del Patrimonio Mundial de la Unesco en 2005.

## Edificios y hallazgos
La ciudad de Siracusa estaba dividida en su mayor extensión en cinco distritos: Ortigia, Acradina), Tyche, Neapolis y Epípolas.
La ciudad tenía un trazado planificado desde al menos el año 400 a. C., y estaba rodeada de murallas que se fueron ampliando a medida que la ciudad crecía.
La topografía de la ciudad es excepcionalmente bien conocida por las fuentes literarias antiguas, ya que se describe mucho en el contexto de la campaña siciliana de 415 a. C. y el asedio asociado de Siracusa. La ciudad también es ampliamente descrita por Cicerón en su discurso In Verres. Cicerón describe la ciudad como la mayor de las ciudades griegas y la más bella de todas. La ciudad fue dividida en cuatro partes, Ortygia, Akhradine, Tykhe y Neapolis, por Cicerón y Diodoro Sículo, entre otros, por lo que a menudo se la denominaba «tetrapolitana» o en latín quadruplices Syracusae. Otros autores, sin embargo, hablan de una ciudad quíntuple o pentápolis, lo que puede sugerir que la zona de Epípolas también estuvo habitada en una fecha anterior.
La ciudad se fundó originalmente en la isla de Ortigia, que era fácilmente defendible y se abastecía de agua de la Fuente Aretusa. La ciudad pronto se expandió a la isla principal, donde se desarrolló la zona atradiana. Allí, entre otras cosas, se encontraba el ágora de la ciudad. A su alrededor se encuentran los cementerios más antiguos de la ciudad. La parte amurallada de la ciudad se rodeó de murallas relativamente pronto, y la zona amurallada de la ciudad en la época de la campaña siciliana incluía solo Acradina y Ortigia.
Tiche comprendía la parte norte de la ciudad, al pie del promontorio al noroeste de Acradina Era la zona más densamente poblada de la ciudad. Neapolis abarcaba la parte sur de las estribaciones al suroeste de Acradina, al sur de Tiche. En ella se construyeron edificios monumentales, sobre todo en las épocas helenística y romana. Epípolas comprendía la parte más occidental y elevada de la ciudad, incluida la fortaleza de Euríalo. Durante el reinado de Dionisio I, a finales del 400 a. C., las zonas de Tiche, Neapolis y Epípolas también fueron amuralladas, cerrando así toda la ciudad.

### Ortigia

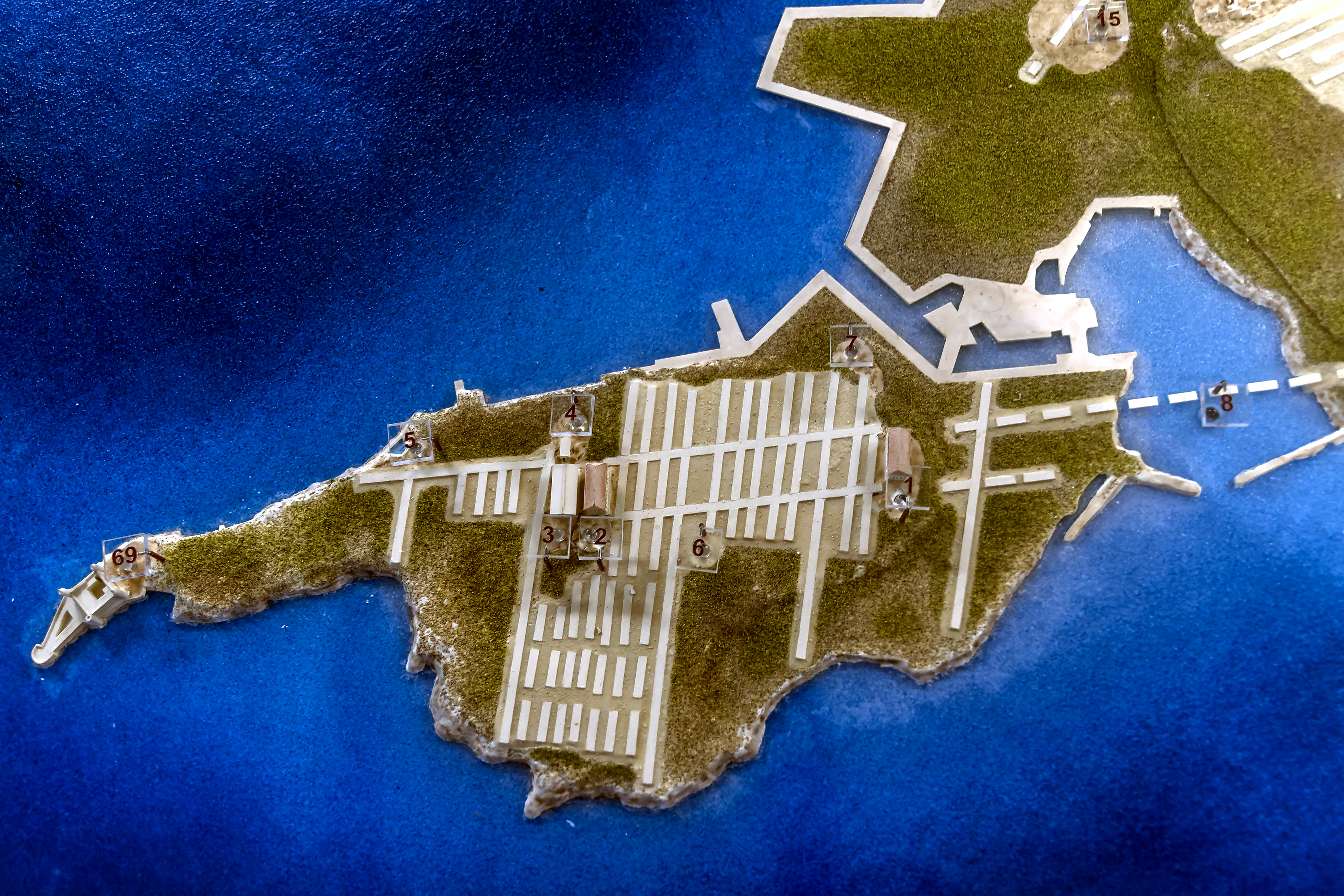
Vista esquemática de la isla Ortigia.

Ortigia (Ὀρτυγία) o simplemente Saari (en dórico Nāsos, Νᾶσος, en griego Nēsos, Νῆσος, en latín. Nasus/Insula) cubría la parte más antigua de Siracusa. Cumplía la misma función que la acrópolis o fortaleza de las otras ciudades, aunque era más baja que el resto de la ciudad, y estaba más resguardada debido principalmente a que era una isla.
Ortigia se consideraba consagrada para Artemisa, por lo que es llamada por Píndaro «el lugar de descanso de Artemisa» y «hermana de Delos». La isla tenía unos 1,5 kilómetros de largo y 500-600 metros de ancho. Era totalmente rocosa y relativamente poco profunda, pero más alta en el centro. Ortigia era sin duda una isla en su origen, pero en tiempos de Tucídides estaba unida a la isla principal por una calzada. Bajo el reinado de Dionisio I volvió a separarse de la isla principal. Sin embargo, siempre estuvo unida al resto de la ciudad por uno o varios puentes.
La isla fue el emplazamiento de la fortaleza de Dionisio I y, más tarde, del palacio de Hierón II. Los principales templos estaban dedicados a Artemisa y Atenea. El ágora de la época arcaica se encontraba cerca del templo de Atenea.

### Fortaleza de Dionisio I
La fortaleza construida por Dionisio I estaba situada en el extremo norte de la isla, cerca del puerto pequeño y los muelles. Fue el emplazamiento del palacio del tirano. La isla principal de la fortaleza y el ágora de la ciudad de Acradina estaban fuertemente fortificadas y se conocían como la Pentápila. Timoleón destruyó la fortaleza del tirano y construyó en su lugar un palacio de justicia. Se cree que la fortaleza se levantaba en el mismo lugar que las fortificaciones construidas por Carlos I de España en el siglo XVI.

### Palacio de Hierón II
Más tarde, la isla fue el emplazamiento de un palacio construido por Hierón II para sí mismo, que sirvió como palacio de los pretores durante la época romana. Se desconoce la ubicación del palacio. Se cree que fue colocado deliberadamente en un lugar diferente de la fortaleza y el palacio de Dionisio.

### Templo de Apolo

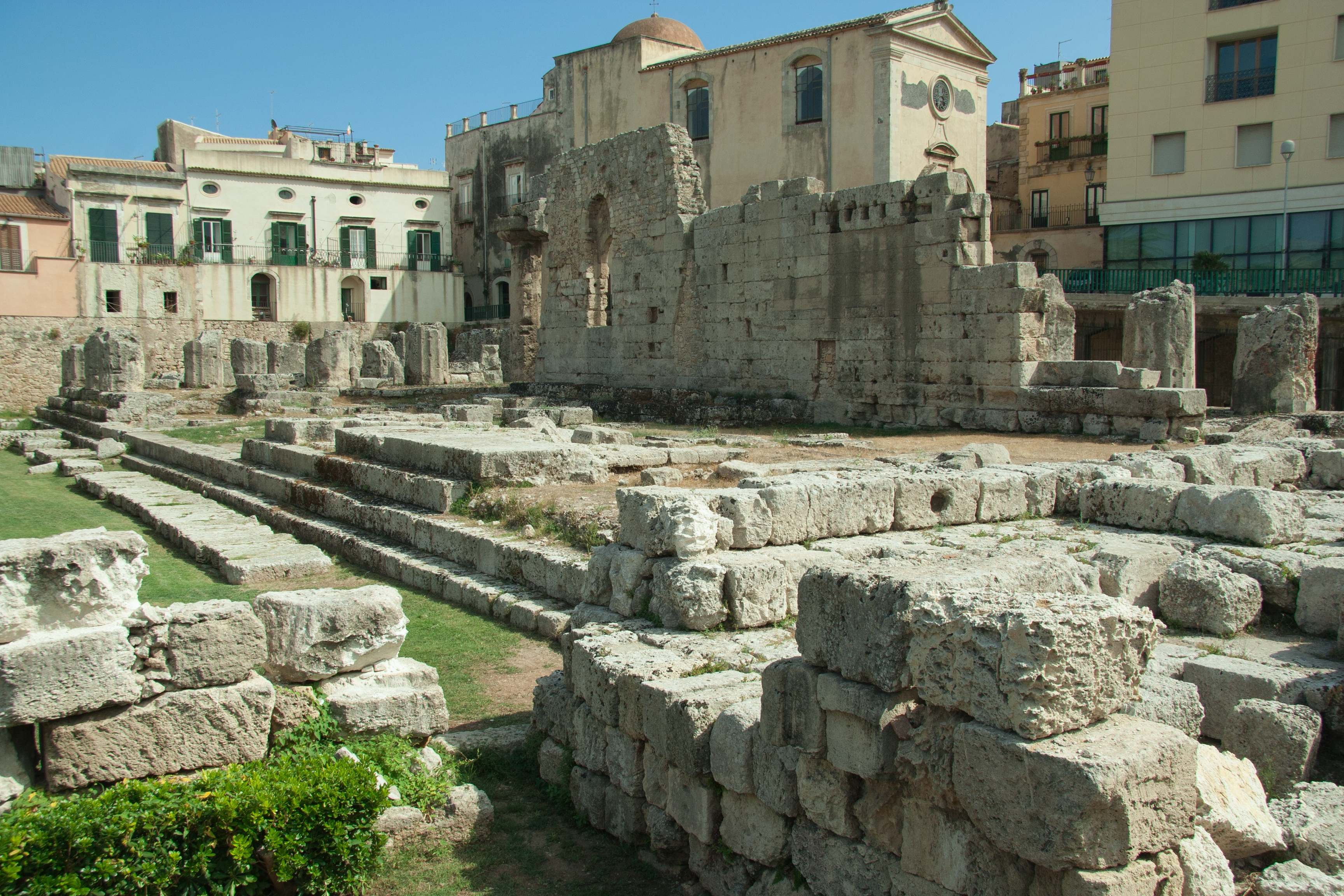
Templo de Apolo ruinas y estructuras bizantinas y normandas.

El templo dedicado a Apolo estaba situado en la parte norte de Ortigia, cerca del puente que conduce a la isla. Fue construido en la época arcaica, a principios del 500 a. C.. Era de estilo dórico y es el ejemplo más antiguo de arquitectura monumental en piedra de Sicilia. Desempeñó un papel importante en el desarrollo de este estilo en las regiones griegas occidentales. El edificio sufrió frecuentes modificaciones a lo largo de su historia.
El templo era alargado y medía aproximadamente 21,6 x 55,3 m. Tenía seis columnas en los lados cortos y 17 en los largos. Entre el extremo oriental de la columnata y el pronaos había otra fila de seis columnas. Delante del pronaos había dos columnas. Detrás había un naos  y ádyton. El templo estaba decorado con triglifos y metopas.

### Templo de Artemisa o Templo Jónico
El edificio, conocido como Templo Jónico, estaba situado en la parte sur de Ortigia, en el punto más alto de la isla. El templo estaba supuestamente dedicado a Artemisa. Su construcción había comenzado en la época arcaica, en la segunda mitad del 500 a. C., pero parece que quedó inacabada. Era de estilo jónico, y era el único templo conocido de este estilo en toda Sicilia.
El templo tenía seis columnas en los lados cortos y 14 en los largos. El emplazamiento del templo está cubierto en su mayor parte por edificios posteriores, pero hay algunos restos que pueden haber formado parte del templo. 

### Templo de Atenea

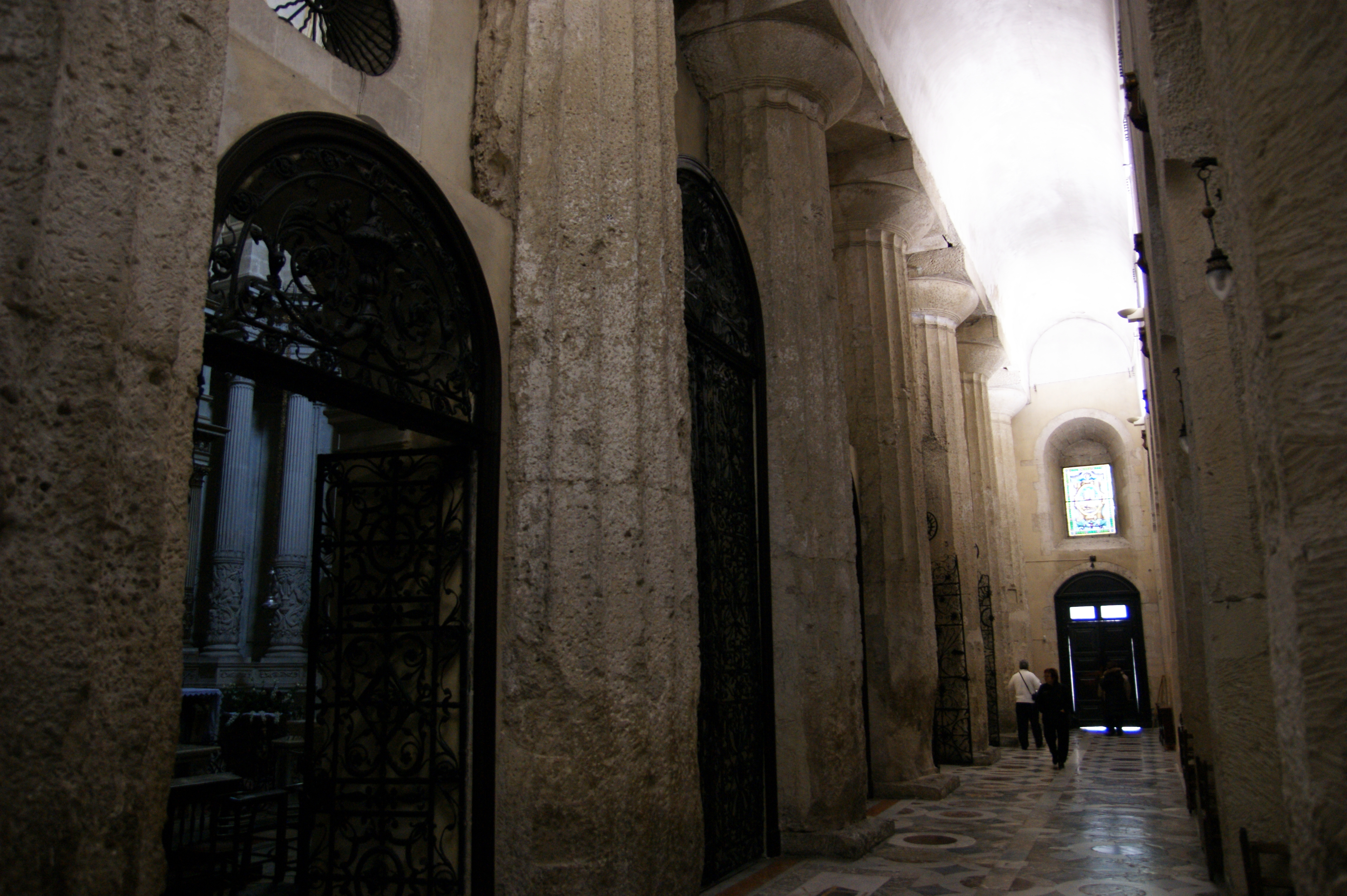
Columnas dóricas del peristilo del Templo de Atenea como parte de la Catedral de Siracusa.

El templo dedicado a Atenea estaba situado inmediatamente al sur del templo de Artemisa, paralelo a este. El templo se construyó a principios del periodo clásico, hacia el 470 a. C., presumiblemente para conmemorar la victoria de Gelón sobre los cartagineses en Hímera en el 480 a. C. Se parecía mucho al Templo de la Victoria de la misma Hímera, construido en honor de la misma victoria.
El templo estaba situado en una zona de santuarios con estructuras y altares anteriores que se remontaban al 500 a. C.. Representaba un estilo dórico plenamente desarrollado. El estilóbato medía aproximadamente 22 x 55 m, con seis columnas en los lados cortos y 14 en los largos. En su interior había un pronaos, una naos y un opistodomos. Según Cicerón, las puertas del templo eran de oro y marfil, y el interior estaba decorado con numerosas pinturas. En el techo del templo había un escudo que servía de punto de referencia para los navegantes que se acercaban al puerto o salían de él.
A principios de la Edad Media, el templo se convirtió en iglesia. En el siglo VII d. C. se transformó en catedral, y sus restos se han reconstruido a lo largo de los siglos hasta convertirse en la actual Catedral de Siracusa. Como parte de la iglesia, las columnas de los lados largos del peristilo son visibles tanto en el interior de la iglesia como en el muro exterior, así como partes del entablamento y las estructuras del naos.

### Murallas

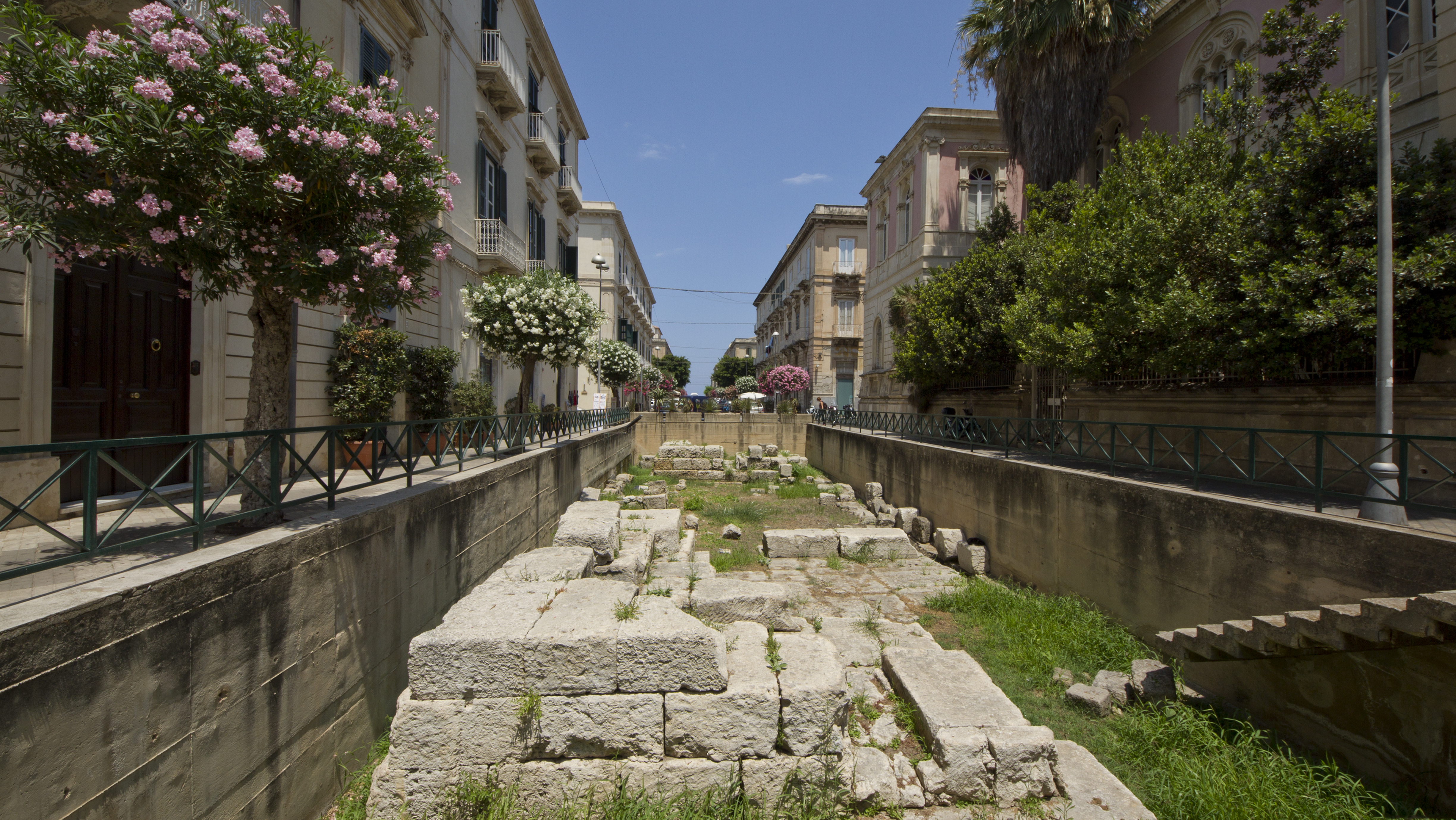
Restos de la puerta de la ciudad y de la muralla de la Porta Urbica de Ortigia.

Se han excavado algunas partes de las murallas de Ortigia, especialmente en la zona de la puerta de la ciudad conocida como Porta Urbica.

### Otras construcciones
En el extremo sur de la isla, supuestamente en el emplazamiento de la actual fortaleza, se alzaba el templo de Hera Olímpica. Se dice que el templo tenía un altar del que los marineros que pasaban cogían una cílica de algún sacrificio, que luego se arrojaba al mar cuando el escudo del templo de Atenea dejaba de ser visible.
Un edificio importante de la isla, según fuentes antiguas, fue el Hecsecontaclino, que se terminó en tiempos de Agatocles. Sin embargo, se desconoce su finalidad. En la isla se construyó también un granero estatal, lo suficientemente grande como para servir de fortaleza. Durante el reinado del emperador Claudio, se construyó un acueducto para llevar agua a la isla.

### Fuente Aretusa
La fuente, que debe su nombre a la ninfa Aretusa, estaba situada en el suroeste de Ortigia, cerca de la orilla del mar. Era de gran tamaño y se dice que contenía muchos peces. El manantial sigue siendo visible, aunque cada vez más pequeño que en la antigüedad, presumiblemente a causa de los terremotos.

### Acradina
Acradina (Ἀχραδίνη) o «ciudad exterior» comprendía la parte más oriental de la meseta de la ciudad, es decir, el extremo de la meseta al norte de Ortigia. Fue la primera zona a la que se expandió la ciudad desde la isla de Ortigia, posiblemente ya en el año 700 a. C. La superficie combinada de Ortigia y la zona principal de Acradina era de unas 50 hectáreas. Acradina también estaba rodeada por murallas del período arcaico.  Solo se conservan algunos restos antiguos en la zona urbana.

### El Ágora y sus edificios
Gran parte de los edificios más importantes de Acradina se encontraban en su parte sur, cerca de los puertos y de Ortigia. El ágora clásica, el foro romano, estaba situado frente a la Pentapilea, la entrada fortificada a Ortigia. El ágora estaba rodeada de estoa, construidas por Dionisio I. También en el borde del ágora estaba el templo de Zeus Olímpico, que no debe confundirse con el más famoso templo del mismo nombre situado a las afueras de la ciudad. El pritaneo también se encontraba cerca del ágora. Estaba adornado, entre otras cosas, por una estatua de Safo. Tras el reinado de Timoleón, se construyó cerca del ágora el Timoleonteón en su honor.

### Santuario de Deméter y Core

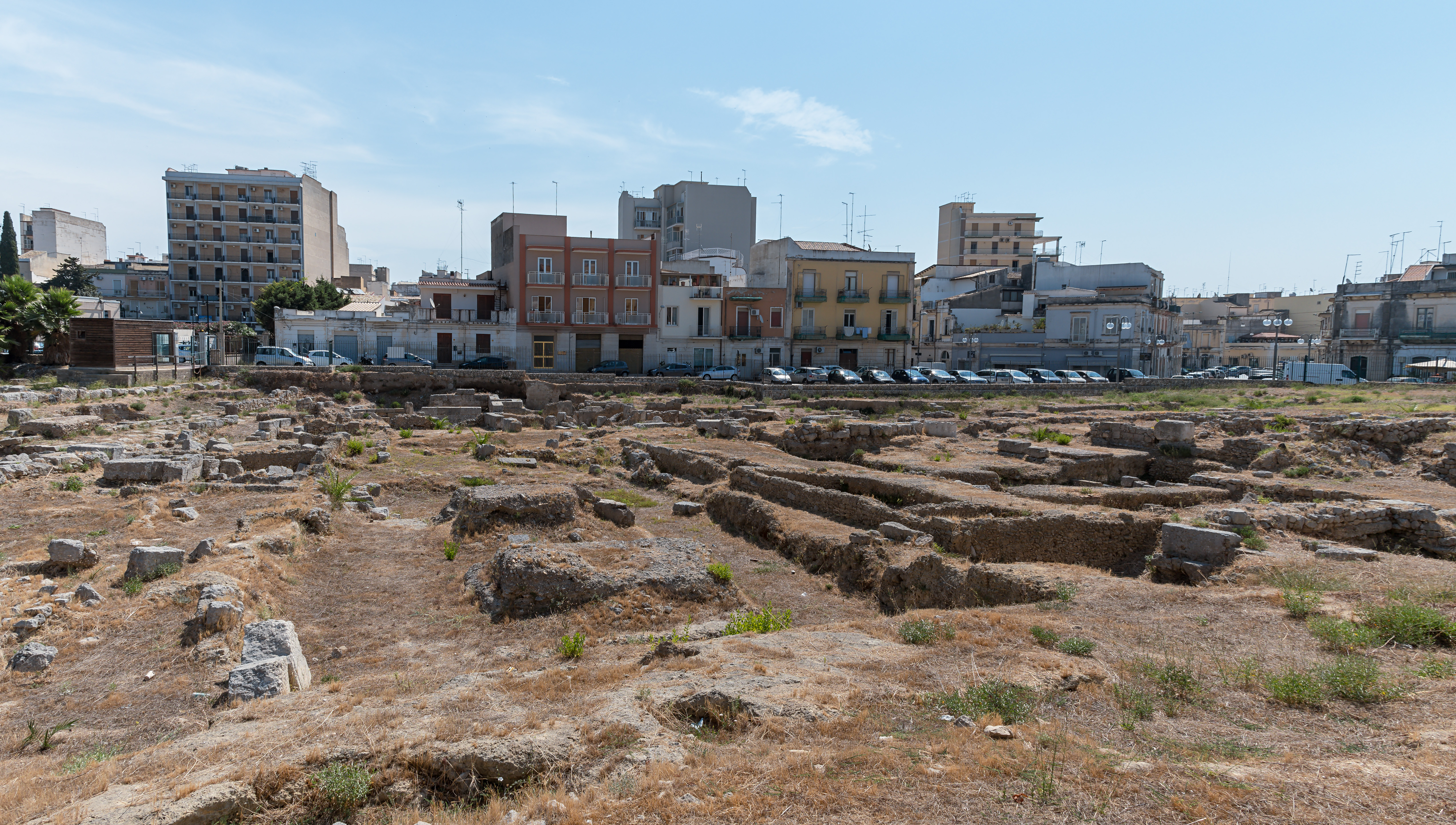
Santuario de Deméter y Core, yacimiento arqueológico de la Piazza della Vittoria.

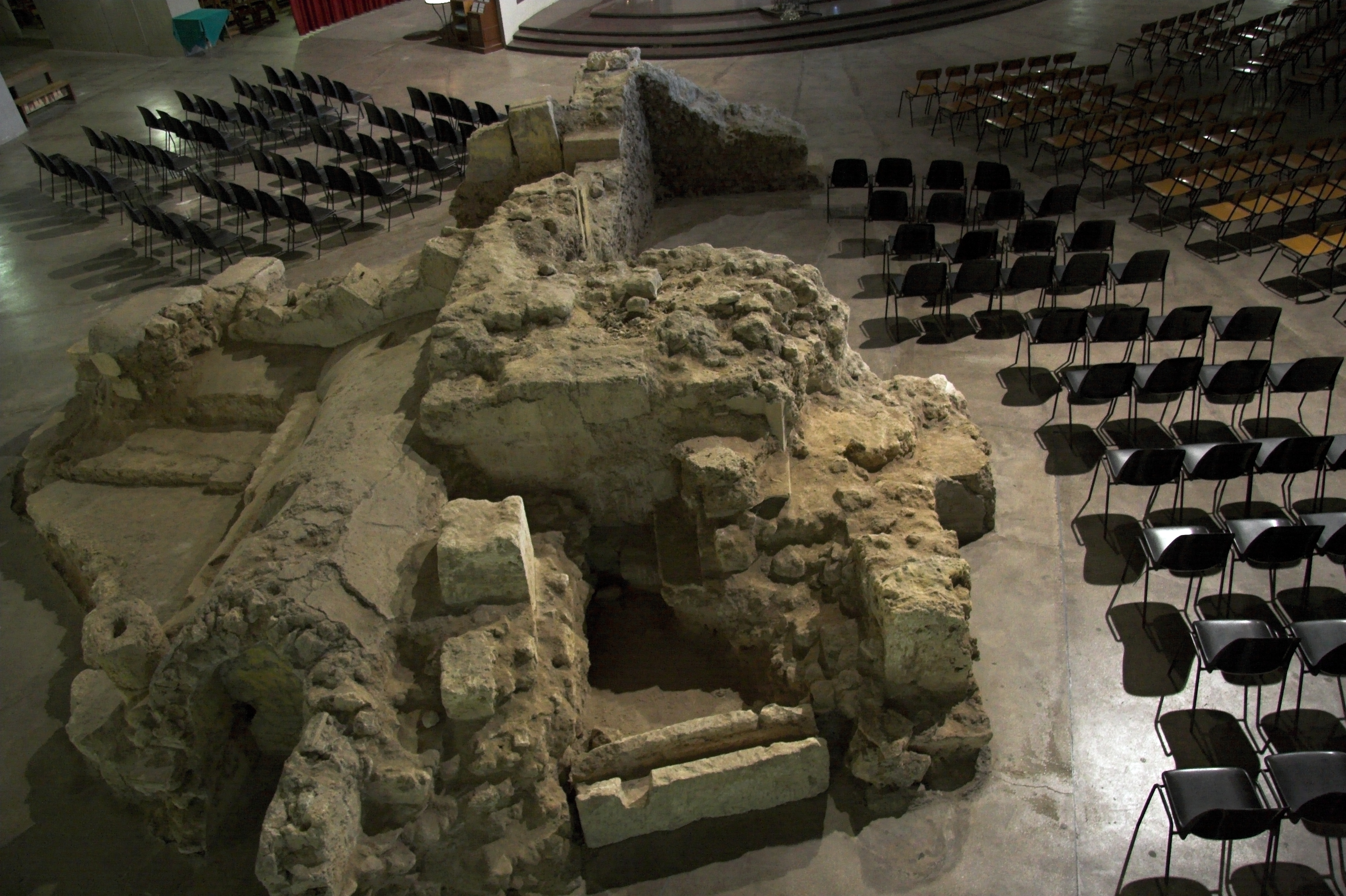
Ruinas en el interior de la iglesia Madonna delle Lacrime.

Los templos dedicados a Deméter y Core estaban situados al norte del ágora. Fueron construidos por Gelón tras su victoria en el 480 a. C.. Los templos fueron destruidos por los cartagineses en el 396 a. C. Parece que Artemis Ferea también era venerada en el santuario.
Los restos de los templos se han encontrado en la actual Piazza Victoria. En la plaza también se conservan restos de casas de las épocas helenística y romana, entre otras.

### Otros edificios
La tumba monumental de Dionisio I, construida por Dionisio el Joven para su padre pero destruida tras su derrocamiento, también se encontraba en Acradina.
Al sur del Ágora se ha encontrado un gimnasio romano, que también incluía un pequeño teatro. También se han encontrado en la zona extensas catacumbas y otros cementerios de diferentes épocas. También se han hallado extensas canteras, así como en Neápolis, cerca del teatro. También se han encontrado restos de murallas en varios puntos de su recorrido.

### Tiche
Tiche (Τύχη) estaba situada en la meseta de la ciudad, al oeste de Acradina. La zona tomó su nombre del santuario dedicado a Tique, o Fortuna en romano. También contenía, entre otras cosas, un gimnasio y un gran número de santuarios. Tiche era la zona más poblada de la ciudad. Sin embargo, no parece que lo estuviera en la época de la expedición a Sicilia. Probablemente, el barrio creció después de ser cercado por las murallas construidas por Dionisio I. Neapolis estaba situada al sur de la zona. La zona entre ésta y Tiche parece haber estado sin edificar cuando los romanos sitiaron la ciudad.

### Neapolis
Neapolis (Νεάπολις) era el más joven de los cuatro distritos metropolitanos, de ahí el nombre de «Ciudad Nueva». En ella se encontraban un teatro, un anfiteatro, el altar de Hierón II y un santuario dedicado a Apolo Temenitis.
Al menos la parte más alta de Temenitis, en Neapolis, pudo estar habitada ya en la época de la campaña de Sicilia y antes de Tiche. Su nombre se debe al santuario de Apolo Temenitis que había en la zona. En el santuario había una estatua de Apolo, erigida en una colina sobre el teatro, y un altar. La estatua era tan grande que Verres fue incapaz de robarla. Bajo Tiberio fue trasladada a Roma. En la época de Cicerón, Neapolis se había extendido hasta cubrir la parte sur de la meseta de la ciudad alrededor de la colina de Temenitis. Más tarde, el nombre Temenitis cayó en desuso como nombre de la región, y permaneció solo como nombre de la puerta de Temenitis en Neapolis. Era una de las puertas principales de la ciudad.

### Teatro griego de Siracusa

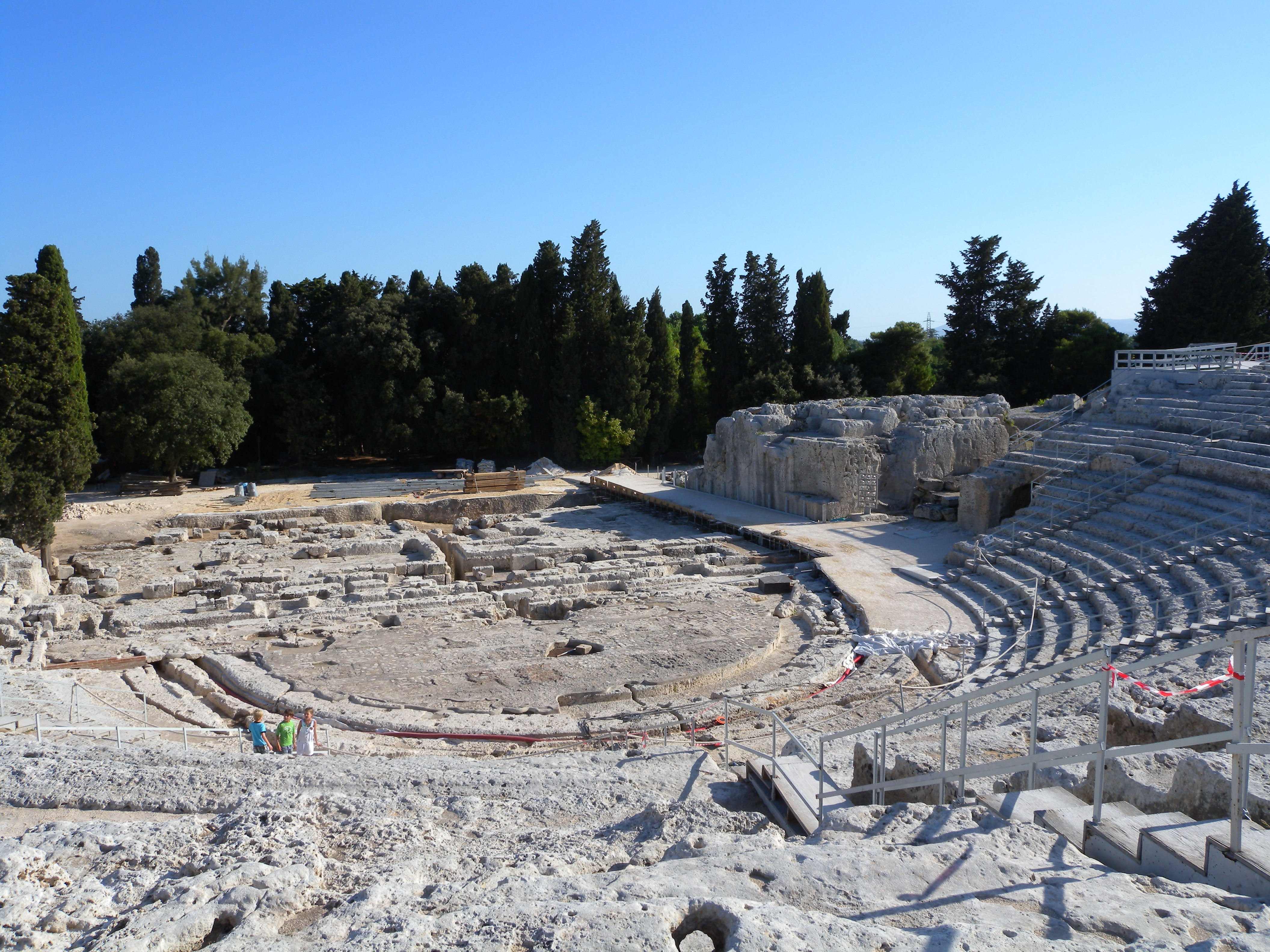
Teatro.

El teatro de Siracusa fue el mayor de Sicilia y uno de los mayores del mundo griego. Es la reliquia más famosa de la zona napolitana, si no de Siracusa. ESe construyó originalmente en el periodo clásico, a principios del 400 a. C., pero en su forma actual data del periodo helenístico, entre el 238 y el 215 a. C. aproximadamente. Era un típico edificio teatral griego con una cávea semicircular. Su diámetro era de unos 138 metros. La cávea tenía 67 filas de bancos  y asientos para unos 14 000-17 000 espectadores. Ocho pasillos verticales dividían el auditorio en nueve sectores, con un diazomata, en la parte superior e inferior. Cada sector estaba dedicado a un dios en particular y, al mismo tiempo, a un reino. El auditorio fue excavado en la roca, por lo que es la única parte mejor conservada del edificio.
En el teatro se estrenaron las comedias de Esquilo Etneas y de Epicarmo. El edificio se utilizaba no solo para representaciones teatrales, sino también para asambleas populares. A finales del periodo imperial, todo el teatro se convirtió en teatro romano (ludi circenses). Cerca del teatro había dos estoas.

### Teatro arcaico de Siracusa
El más antiguo, el llamado teatro arcaico de Siracusa, estaba situado a unos 100 metros al oeste del teatro clásico y helenístico. Su graderío estaba formado por filas rectas de bancos y tenía capacidad para unos 1000 espectadores. La peculiar arquitectura puede haber sido consecuencia de los primeros tiempos del teatro, pero por otro lado el edificio también ha sido propuesto como un buleuterio en lugar de un teatro.

### Altar de Hierón

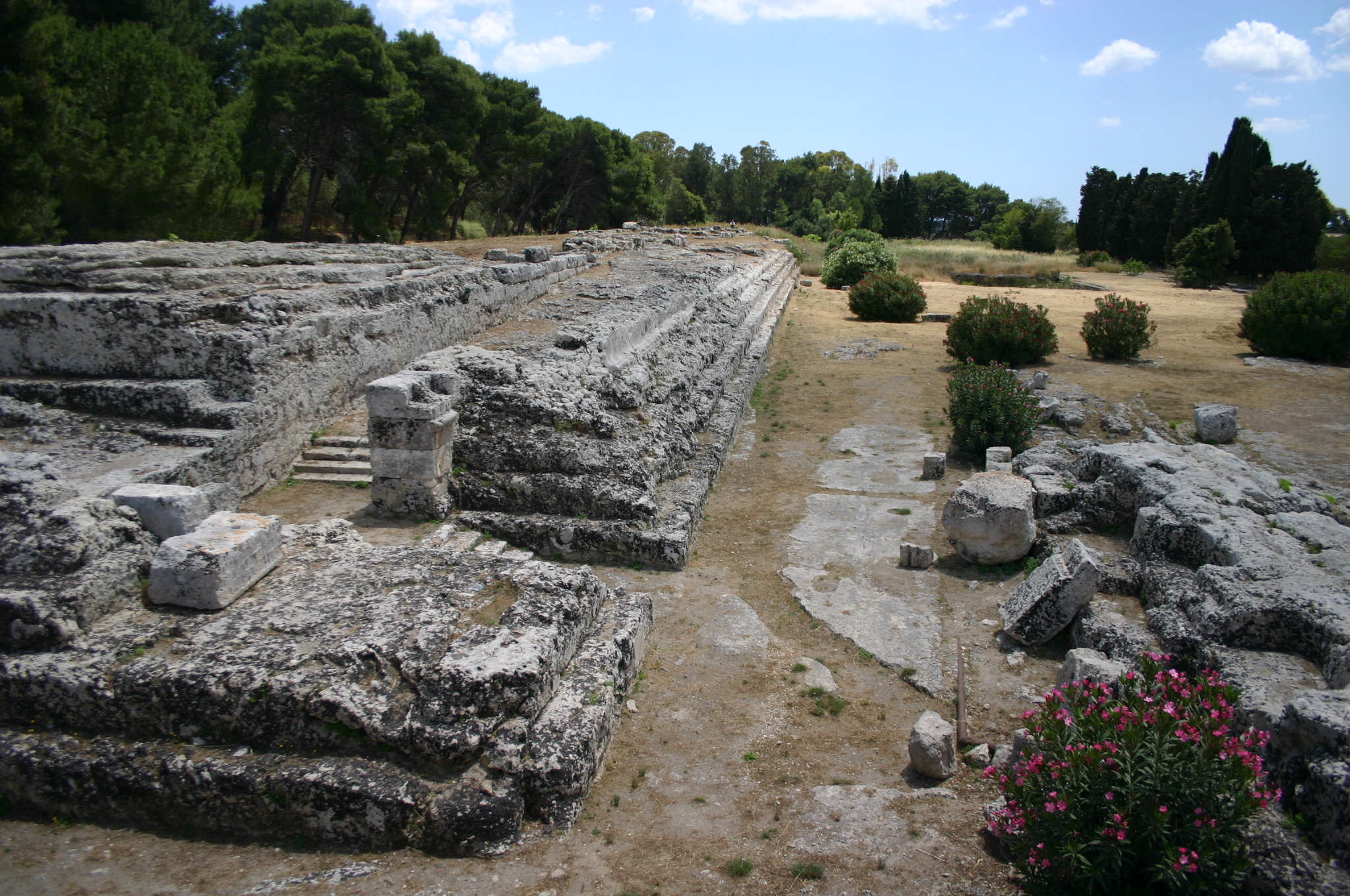
Altar de Hierón.

La gran estructura, llamada Altar de Hierón, estaba situada en el lado sureste del teatro. Se utilizaba para las ofrendas públicas de la ciudad. El altar medía 198 m de largo y unos 18,5 m de ancho. Lo que queda de él son principalmente sus cimientos y dos grandes rampas que conducían a la parte central del altar. En el lado oeste del altar había una gran plaza con un estanque rectangular en el centro. En la época romana, la plaza estaba rodeada de salones con columnas.

### Anfiteatro de Siracusa

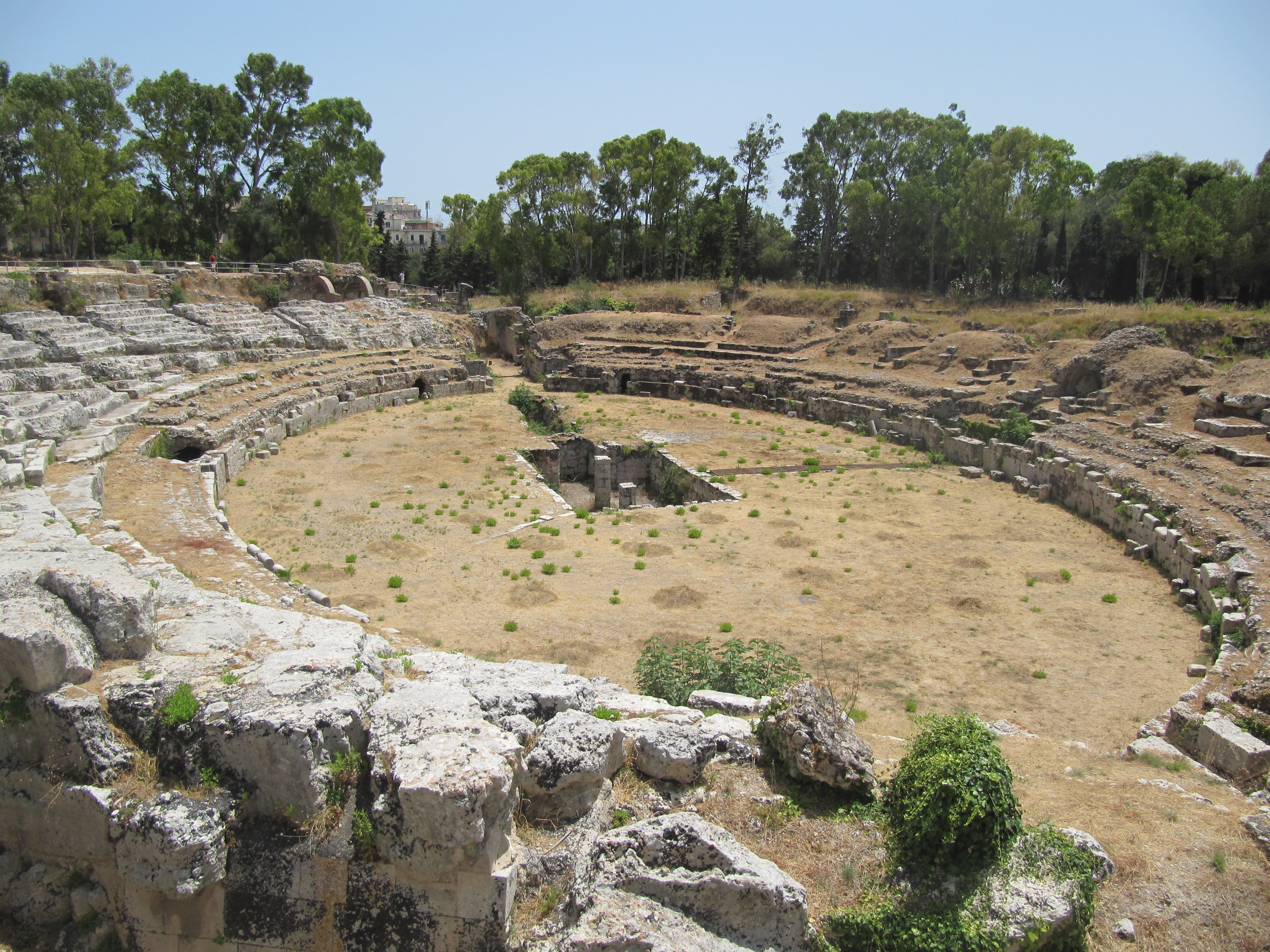
Restos del anfiteatro

El anfiteatro de Siracusa estaba situado al este del altar de Hierón II. Fue construido en época romana, al menos en su forma actual, presumiblemente en el siglo II d. C.. Sin embargo, la ciudad ya acogía espectáculos de gladiadores en el siglo I d. C.
El anfiteatro medía 140 m de largo y 119 m de ancho, mientras que la arena central medía 69,3 m de largo y 39,2 m de ancho. Uno de los lados del graderío estaba excavado en la roca y el otro estaba construido con piedra caliza de las canteras cercanas. Las entradas a la arena se hacían por el norte y el sur, y en el centro había una gran arcada con dos pasillos que daban a los lados.

### Latomías

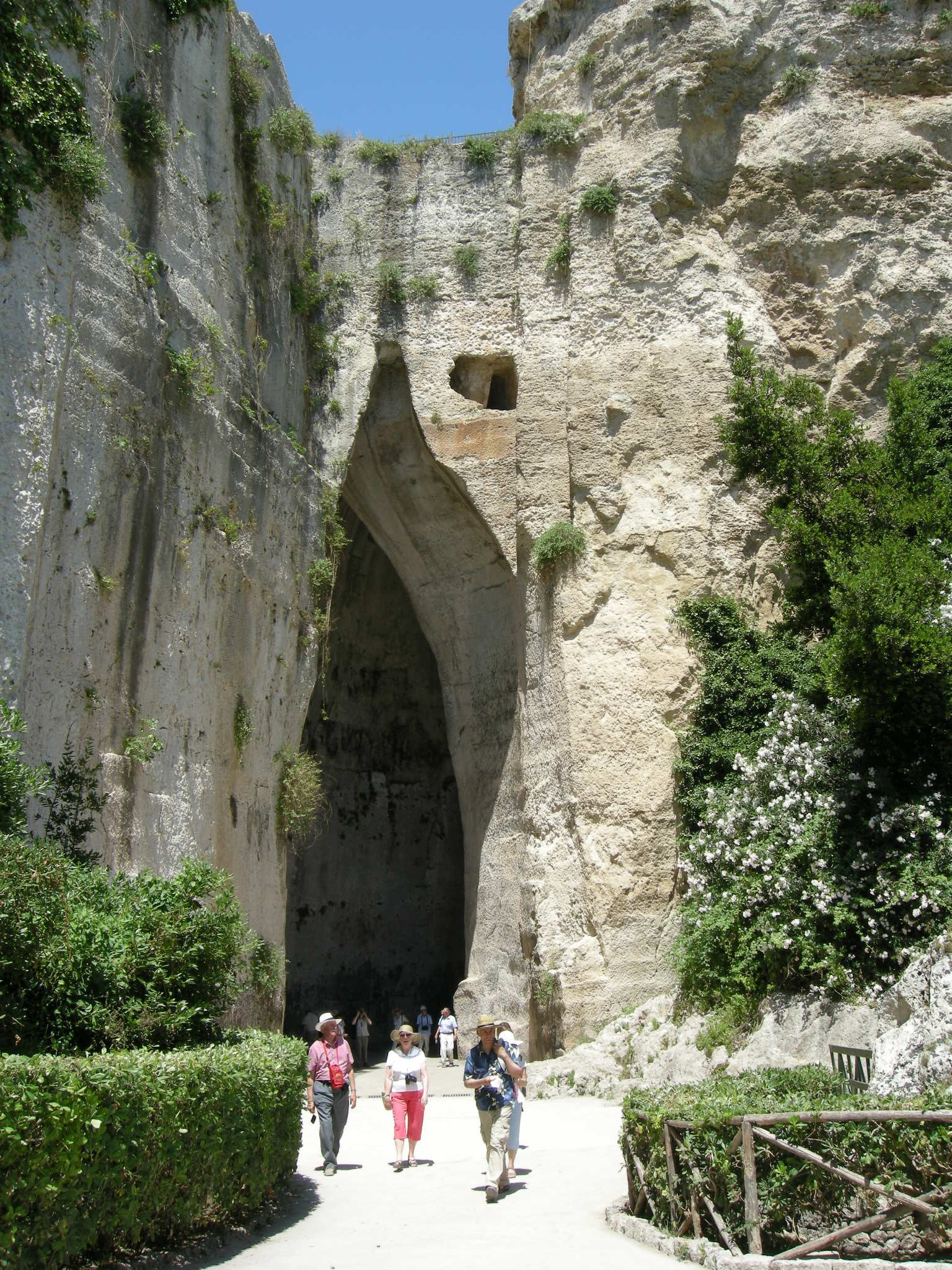
Oreja de Dionisio.

Justo al norte del teatro había un gran número de canteras, de las que se extraía piedra para los edificios de la ciudad. Su explotación comenzó como muy tarde a principios del siglo V a. C. Las canteras también se utilizaban como prisiones, y tras la campaña ateniense más de 7000 prisioneros atenienses fueron encerrados allí. En época romana, cuando la zona se conocía en latín como Latomiae (o Lautumiae), servían de prisión general para toda Sicilia. Hoy en día, la zona se conoce como Latomia del Paradiso. Las cuevas de cantera más famosas son ahora conocidas como la Orecchio di Dionisio, la Grotta dei Cordari y la Grotta del Salnitro.

### Epípolas

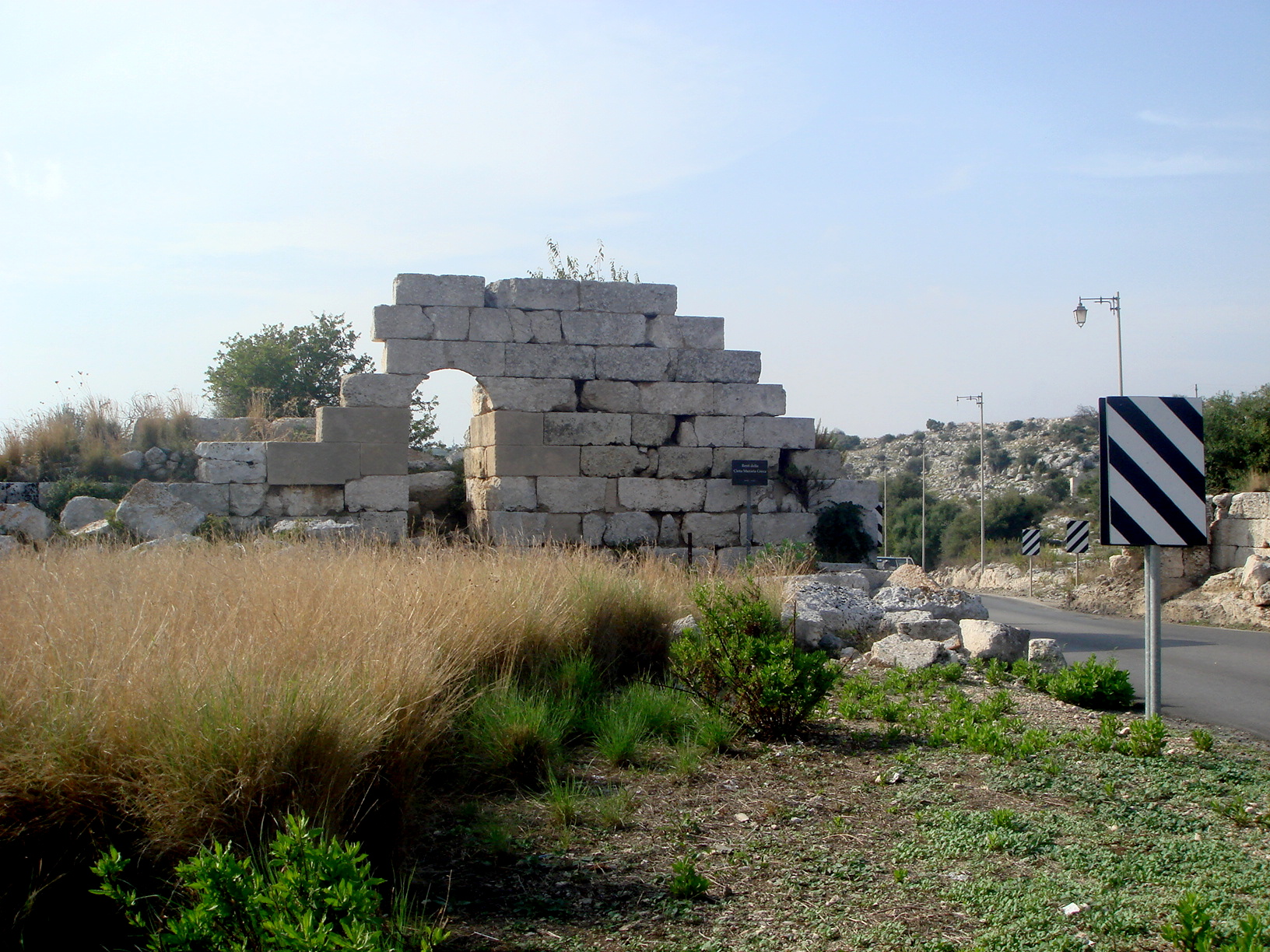
Muralla construida por Dionisio I.

Epípolis (Ἐπίπολαι) abarcaba la parte más occidental de la ciudad. Originalmente el nombre se refería a toda la llanura del este hasta Acradina, pero con el desarrollo del asentamiento de Tiche y Temenitis, Epípolis se restringió a la parte superior de la llanura, culminando en la fortaleza de Euríalo. La zona sólo se amuralló cuando Dionisio I la fortificó hacia 402-397 a. C. Las murallas se extendían desde las extremidades suroeste y noroeste de Acradina hasta Euríalo. Después de estas nuevas murallas, la longitud total de las murallas de la ciudad era de unos 31 kilómetros, y cerraban Tiche y Neapolis. En el extremo de Epípolas, las murallas se construyeron probablemente para impedir que el enemigo utilizara la zona para operaciones contra la ciudad propiamente dicha y para unir Euríalo con el resto de la ciudad, más que para proteger la zona de Epípolas propiamente dicha. Es posible que contara con algún asentamiento, lo que justificaría la denominación de Siracusa como «pentápolis», pero no se conoce el número de asentamientos ni hay referencias a ellos en las fuentes antiguas.

### Euríalo

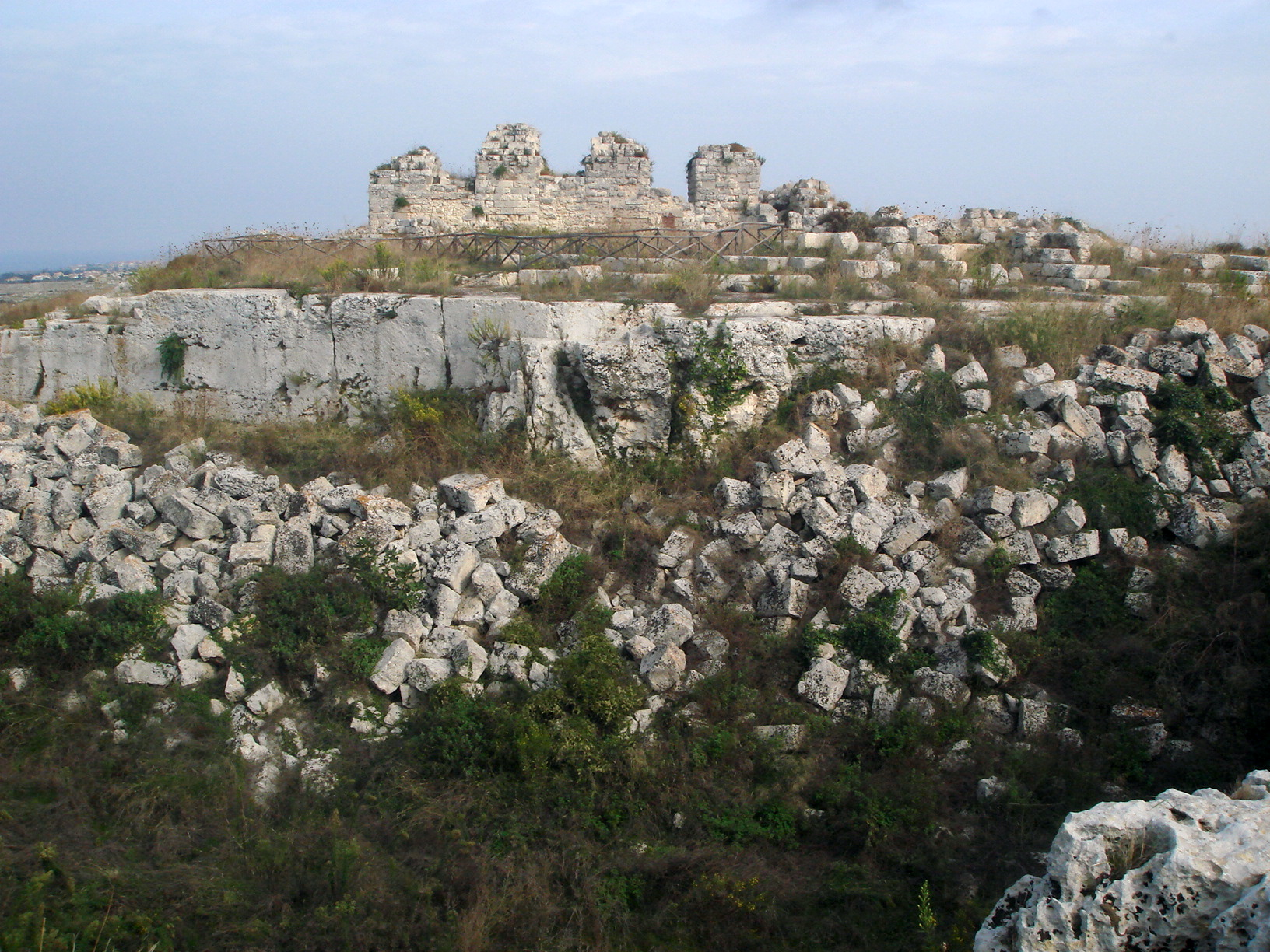
Ruinas de la fortaleza de Euríalo.

Euríalo (Εὐρύηλος, en dórico Εὐρύαλος, en latín: Euryalus) era una fortaleza situada en el punto más alto de Epípolas, en la esquina más occidental del recinto amurallado. Es uno de los proyectos de fortificación más imponentes que se conservan de la Antigüedad y un raro ejemplo de la tecnología de fortificación antigua. La fortaleza protegía la zona de Epípolas y una importante vía que conducía a la ciudad desde el interior de la isla. Se construyó originalmente durante el reinado de Dionisio I como parte de las murallas de Epípolas, y se reforzó en varias etapas hasta la época de Hierón II y hasta el año 211 a. C. aproximadamente. La fortaleza seguía en uso en época bizantina. Hoy en día, la colina de la fortaleza se conoce como Mongibellisi.
El núcleo de la fortaleza estaba dividido en dos partes, siendo la occidental un cuadrilátero de forma irregular, dotado de torres de lanzamiento de catapultas y barracones. La parte oriental la conectaba con el recinto amurallado y contenía, entre otras cosas, grandes depósitos de agua. La puerta principal de la fortaleza estaba al este, hacia la ciudad. Cerca de ella había otra puerta, doble, protegida por los muros de la fortaleza, con torres a ambos lados. En el lado oeste de la fortaleza se habían excavado grandes fosos en la roca para evitar ataques directos desde ese lado. También había un foso al sur del núcleo. Las partes de la fortaleza estaban conectadas por túneles subterráneos, a través de los cuales también era posible salir de la fortaleza durante un asedio sin poner en peligro la propia fortaleza.

### Puertos
Siracusa tenía dos puertos: el Gran Puerto, en la amplia bahía natural entre Ortigia y el promontorio de Plemmirio, y el Pequeño Puerto o Lacios (latín: «Portus Lacceius»), entre la isla de Ortigia y la costa de Acradina. La orilla norte del Gran Puerto y las orillas del Pequeño Puerto estaban fortificadas, pero la parte sur de la amplia bahía del Gran Puerto no lo estaba.

### Afueras de la ciudad
El templo dedicado a Zeus Olímpico, el Olimpeón (Olympieum) estaba situado en la confluencia de los ríos Anapo y Cíane, fuera de las murallas de la ciudad, a unos 2,5 km al sur de Epípolas y Neapolis. Se construyó en el siglo V a. C., pero ya en el siglo VI a. C.había algún tipo de predecesor en el lugar. En muchos aspectos, el templo se parecía al templo de Apolo que había en la ciudad. Era de estilo dórico con seis columnas en los lados cortos y diecisiete en los largos. Dentro del templo había un pronaos, un naos y un ádyton. En la actualidad, las partes inferiores de los dos pilares del templo están erguidas.
La zona del templo y la pequeña ciudad de Policne fueron fortificadas y guarnecidas debido a la importancia estratégica del lugar. Por la misma razón, los enemigos que asediaban la ciudad también solían fortificarla: fue el caso de Himilcón en el 396 a. C., Amílcar en el 309 a. C. y Marcelo en el 214 a. C.

#### Otros edificios y estructuras
Por la costa al norte de la ciudad discurría la calzada de Leontinos y al sur, cruzando el río Anapo, la calzada de Heloro, recordada sobre todo por la caótica huida de los atenienses tras su fallida campaña militar. Se conservan algunos restos del puente que cruzaba el río. Cerca del puente se erigía un gran monumento a Gelón y su esposa Demarata, con nueve torres. Los siracusanos rindieron homenaje a su antiguo gobernante, pero el monumento en sí fue destruido por Himilcón y posteriormente las torres por Agatocles.
Al suroeste de la ciudad y del santuario de Zeus Olímpico, en las fuentes de Cíane, había un santuario dedicado a la náyade Cíane. Varios kilómetros al norte de la ciudad había un gran monumento, a menudo denominado Monumento de la Victoria, erigido por Marcelo para conmemorar su conquista de la ciudad, pero probablemente se trataba en realidad de un monumento funerario.
La ciudad estaba abastecida por un acueducto desde el oeste, que ya existía a finales del siglo V a. C. Era en gran parte subterráneo, y se han encontrado partes de él.

### Descubrimientos
Los hallazgos de Siracusa se encuentran en el Museo Arqueológico Regional de Siracusa (Museo Archeologico Regionale Paolo Orsi).